# Glossaire de la peinture et de la dorure
La peinture et la dorure à la feuille sont jusqu'au XIXe siècle des éléments essentiels de la composition architecturale.
Certains pigments (blanc de plomb, etc.) renseignés ici ne sont plus employés en raison de leur toxicité.
Les informations de cet article, basée sur une seule source peu fiable du XIXe siècle, sont à prendre avec précaution.
- Haut – A
- B
- C
- D
- E
- F
- G
- H
- I
- J
- K
- L
- M
- N
- O
- P
- Q
- R
- S
- T
- U
- V
- W
- X
- Y
- Z

## A

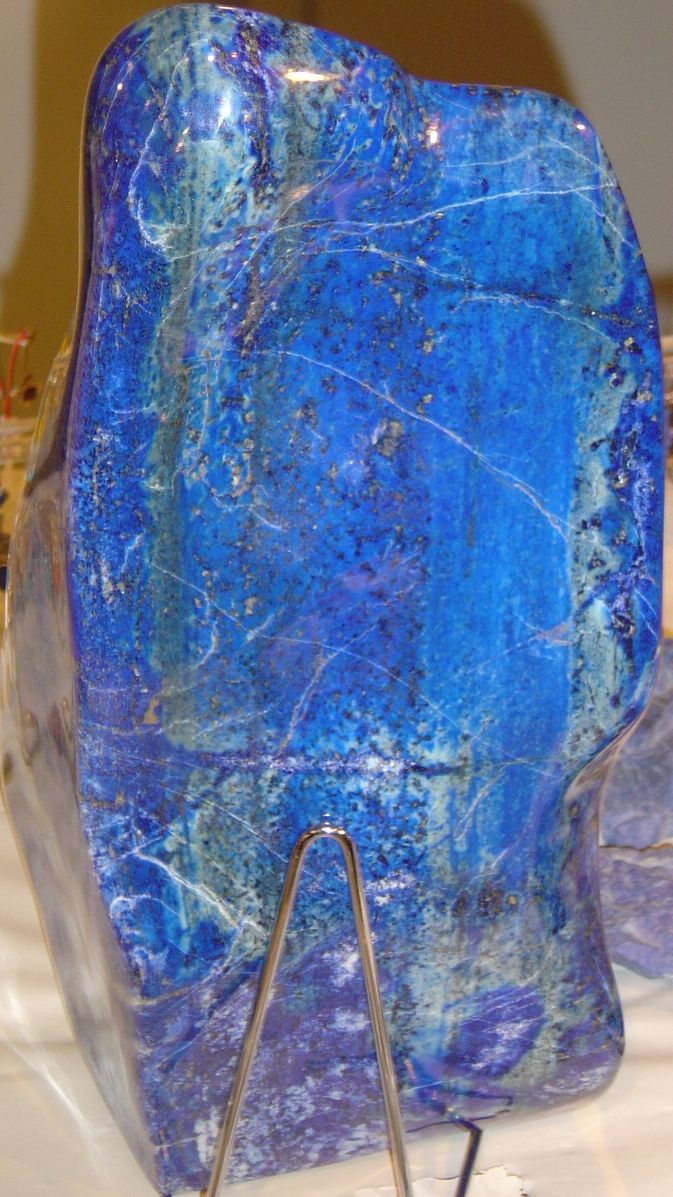
Azur - Lapis-lazuli

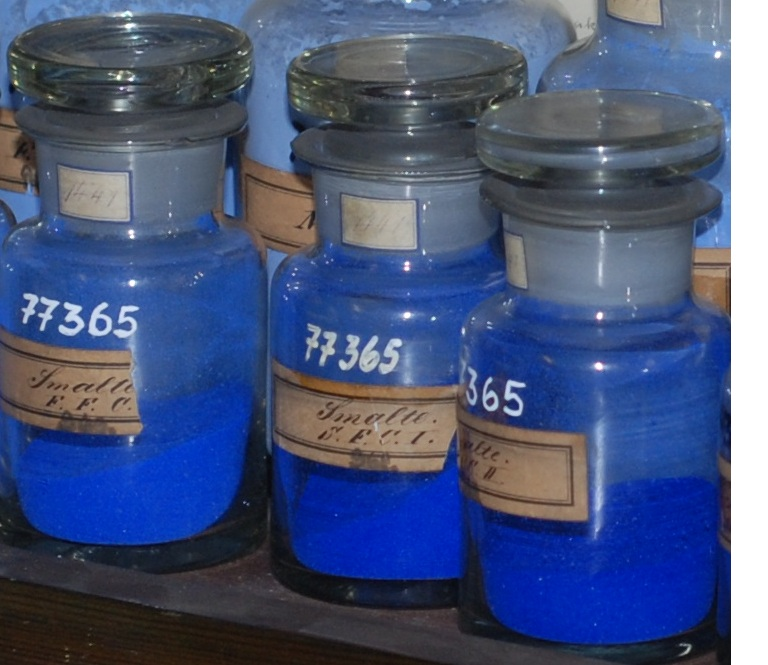
Smalt

- Abreuver - Remplir de couleur à l'huile, soit le fond, soit les parois, les refends, ou les creux d'un objet que l'on peint[Q 1].
- Acier - Couleur secondaire qui est composée avec du blanc, du bleu de Prusse et du noir, ou du blanc et de l'indigo[Q 1].
- Adoucir - Donner une surface unie à un sujet couché de blanc à la colle ou à l'huile, avant que de le couvrir de teinte ou de le dorer - Cette opération s'exécute avec la pierre ponce, l'eau et un chiffon[Q 1].
- Adoucissant (Coucher en adoucissant) - Étendre légèrement, avec la brosse, du blanc d'apprêt détrempé clair[Q 1].
- Agiau - Espèce de pupitre sur lequel le doreur place le livret qui contient les feuilles d'or ou d'argent[Q 1].
- Alcohol - Voir Esprit de vin.
- Amassette - Outil en cuir, en corne, en bois ou en ivoire servant à ramasser les couleurs de dessus la pierre sur laquelle on les a broyées[Q 1].
- Amatir - Laisser l'or mat, ne pas le brunir ni le polir[Q 1].
- Ambre jaune ou Carabe - Substance d'un jaune transparent, dure comme la pierre, propre à la composition des vernis gras[Q 1].
- Apprêt - Premières couches de blanc à la colle que l'on étend, et qui doivent recevoir des couches de teinte ou de la dorure; Apprêter - Donner sur un sujet plusieurs couches de blanc[Q 1].
- Arcanson - Substance résineuse propre aux vernis communs - Elle est la partie solide de la térébenthine lorsqu'on en a extrait l'essence[Q 1]. Colophane.
- Ardoise - Couleur secondaire composée avec du blanc et du noir[Q 1].
- Argile - Terre blanche avec laquelle on fait le blanc de Bougival dit d'Espagne, lorsqu'il a subi des lavages propres à l'épurer[Q 1].
- Asphalte - Voir Bithume de Judée
- Asseoir l'or - Poser sur une première matière qui lui sert de fond ou de soutien, pour lui donner du relief et de l'éclat[Q 1].
- Assiette - Composition que l'on étend sur plusieurs couches de blanc (apprêt) avant de dorer, et qui sert tout à la fois à happer et à fixer l'or sur le sujet - On en met un plus grand nombre de couches sous l'or que l'on doit brunir, que sous celui qui doit rester mat; L'assiette se compose ordinairement avec du bol d'Arménie, de la sanguine, de la mine de plomb, et un peu d'huile et de suif; le tout broyé à l'eau et détrempé à la colle[Q 1].
- Aurore - Couleur secondaire composée avec du jaune de Naples et de la mine orange[Q 1].
- Avignon - Voir Graine d'Avignon
- Aviver l'or - En faire ressortir la couleur et lui donner de l'éclat au moyen du vermeil[Q 1].
- Azur
- Azur- Substance bleue que l'on obtient du colbalt matière métallique - Celle que l'on emploie pour la peinture se nomme azur des quatre feux; on s'en sert en poudre pour les enseignes ou plafonds des boutiques que l'on a imprimés à l'huile - Cette huile lui sert de mordant - Smalt.
- Azur ou lapis-lazuli - Pierre opaque, bleue, parsemée de quelques paillettes; L'azur se nomme bleu d'outre-mer lorsqu'il est réduit en poudre[Q 1].

## B
- Bactréole - Nom des rognures de feuilles d'or[Q 1].
- Badigeon - Nom d'une couleur imitant la pierre, et qui est faite avec de la chaux fusée, de la sciure de pierre ou de l'ocre jaune - Alun que l'on détrempe dans l'eau lui sert de caustique - Cette couleur sert à peindre les faces extérieures des maisons[Q 1].
- Baras, Galipot ou Encens blanc - La térébenthine dans son état primitif, dont le principe huileux est évaporé par le soleil - Cette résine s'emploie dans la composition des vernis communs[Q 1].
- Bature - Nom du mordant qui sert à faire les hachures dans les rehaussées - Il est composé de cire, d'huile de lin, de bitume de Judée ou de térébenthine de Venise, ou il est simplement fait avec des fonds de pinceliers[Q 1].
- Benjoin - résine dure et fragile, peu colorée, propre aux vernis à l'esprit de vin[Q 1].
- Bilboquet - Petit morceau de bois carré sur lequel est collé du drap rouge - Il sert à enlever les bandes d'or que l'on coupe sur le coussinet, et à les appliquer sur les petites moulures, tels que les filets, les cavets, etc.[Q 1].
- Bitumes - Matières huileuses et minéralisées, liquides ou solides, dissolubles dans les huiles[Q 1].
  - Bitume de Judée - Substance solide, cassante, et d'un fond noir, propre à la composition des vernis gras, ainsi qu'à faire des mordants[Q 1].
- Blaireau - Pinceau fait avec du poil de cet animal, auquel on donne la forme d'une patte d'oie - Il sert à poser l'or en feuille et à imiter les veines des marbres[Q 1].
- Blanc - Couleur primitive, matérielle[Q 1] - Voir Couleur.
  - Blanc de roi - Peinture en détrempe dont on fait le plus communément usage - Elle se compose de deux à quatre couches, dont deux de teintes - On la nomme aussi blanc mal, parce qu'elle n'est pas préparée pour être vernie[Q 1].
  - Blanc de Cremnitz (ou Cremnits) - Blanc argenté produit à Cremnitz (ville de l'actuelle Slovaquie) - Il est composé de zinc et d'étain oxydé par l'eau forte et mêlé avec de la craie[Q 2].
  - Blanc de dorure - Blancs qui couvrent les sujets dont on doit dorer les moulures, ou couches de teintes que l'on étend par réchampissage sur les champs et les panneaux après la dorure finie[Q 2].
  - Blanc des Carmes - Un beau blanc fait avec la plus belle chaux mélangée avec un peu de tourne-sol ou d'indigo, ou de la térébenthine et de l'alun bien détrempés dans la colle[Q 2].
  - Blanc de chrome - Métal d'un blanc grisâtre qui produit un des blancs pour la peinture[Q 2].
  - Blanchir - Action assez ordinaire d'employer la chaux fusée pour blanchir les murailles - On le dit de même de la peinture commune faite à la colle, que l'on exécute sur les plafonds, sur les murs et sur les boiseries[Q 2].
- Bleu de Prusse - Voir Couleur
- Bois (Couleur de) - Couleur secondaire qui se compose avec du blanc, plus ou moins d'ocre de rut, de terre d'ombre  et d'ocre rouge[Q 2].
- Bois feint - veines et autres accidents que la peinture imite[Q 2].
  - Bois cru - Boiseries qui ne sont pas peintes, ou à celles dont on a enlevé la peinture - On dit gratter à bois cru[Q 2].
- Bol d'Arménie - Terre argileuse, rouge ou jaune, douce au toucher - On la tire de divers lieux de la France, et elle entre dans la composition de l'assiette pour la dorure[Q 2].
- Brai sec - Voir arcanson
- Bretteler - Faire des hachures sur une moulure - On dit une moulure brettelée[Q 2].
  - Brettelure - Nom des hachures en couleur d'or ou rehaussées, que l'on fait en lignes transversales sur un listel, sur une plate-bande, etc.[Q 2].
- Brochette - Rognures des peaux de mouton, de veau, etc. passées à la chaux seulement, ou tannées, desquelles on tire par l’ébullition une des colles propres à la peinture[Q 2].
- Bronze jaune, ou Or en Coquille - Oripeau ou or d'Allemagne, qui, étant d'abord en feuille, est réduit en poudre - On la vend au livret ou paquet - On s'en sert pour imiter l'or et le bronze antique[Q 3].
  - Bronzer - Employer la bronze sur un mordant pour imiter la dorure, ou par frottis sur un fond vert foncé, à la colle ou à l'huile, pour imiter le bronze antique[Q 3].
- Brosse - Gros pinceau fait de poils de sanglier et de porc[Q 3].
  - Brosse à quartier - La plus grosse de toutes les brosses[Q 3].
  - Brosse d'impression - Brosse qui est moins forte et moins longue que la brosse à quartier[Q 3].
  - Brosse à tuyau - Les doreurs se servent de cette brosse pour coucher d'assiette dans les filets[Q 3].
- Broyer les couleurs - Écraser ou triturer les couleurs sous une molette lorsqu'on les a humectées d'eau, d'huile ou d'essence, afin de faciliter leur extension sur les objets qu'on veut peindre[Q 3].
- Broyeur - Ouvrier qui infuse, écrase et triture les couleurs sur la pierre avec une molette, pour en diviser toutes les molécules[Q 3].
- Brun - Voir Couleur
- bruni (Brunissage) - Luisant que l'on donne à quelques parties de la dorure au moyen du brunissoir; brunir - C'est, avec le secours d'un caillou uni et taillé en forme de dent de loup, rendre luisantes certaines parties de dorure; Brunir - Aussi frotter avec une étoffe de laine les fonds sur lesquels on veut faire des frottis de bronze pour imiter le luisant de ce métal[Q 3].
  - Brunissoir - Outil propre à brunir - Il y en a de plusieurs espèces, comme dent de loup, de chien, pierre de sanguine ou d'acier[Q 3].

## C
- Camion - Vase de terre cuite vernissée, ou de fer blanc, dans lequel on dépose les couleurs à la colle pour les faire chauffer et les employer, et celles à l'huile pour les détremper[Q 4].
- Camphre - résine blanche qui sert à la composition des vernis clairs ou à l'esprit de vin[Q 4].
- Caoutchouc - Résine ou gomme élastique propre aux vernis[Q 4].
- Carbonisation - Réduction en charbon de l'ivoire, des noyaux de pèches, ou du bois, pour en faire du noir[Q 4].
- Carmin - Voir Couleur
- Caustique - Nom de la substance qui procure plus d'adhérence à une autre substance, ce qui s'exécute par l'union de l'alun à la chaux, lorsqu'il s'agit de faire de la peinture en badigeon [Q 4].
- Cendre
  - Cendre de plomb - Calcination, ou chaux de plomb[Q 4].
  - Cendre bleue, verte - Voir Couleur
  - Cendre gravelée - Cendre blanche verdâtre, qui porte beaucoup de sel - Elle provient de la lie de vin que l'on fait sécher et calciner; elle sert à faire de l'eau seconde[Q 4].
- Céruse - Voir Couleur
  - Céruse calcinée - Voir Massicot
- Chamois - Couleur secondaire, composée de blanc, de stil de grain jaune et de mine orange[Q 4].
- Chargé - Sujet qui a été couvert d'un grand nombre de couches de couleurs à la colle[Q 4].
- Charger - Appliquer de l'or aux parties de dorures qui en exigent, et où il n'y en a point encore; c'est aussi fortifier celui qu'on y a déjà appliqué, mais qui y était trop faible[Q 4].
- Chipolin - Genre de peinture à la colle qui se faisait au moyen d'un grand nombre de couches de blanc d'apprêt, ainsi que de plusieurs couches de vernis qui étaient les unes et les autres poncées et adoucies à plusieurs fois, et avec beaucoup de soin[Q 4].
- Chiqueter - Avec un pinceau de blaireau disposé à cet effet, poser en tapant, des couleurs pour imiter les cailloux ou les taches irrégulières du marbre granit[Q 5].
- Cinabre - Voir Couleur
- Cire (Peinture en cire) - Peinture dans laquelle on se sert de la cire dissoute dans de l'huile de térébenthine[Q 5].
- Citron - Couleur secondaire composée de blanc et de jaune[Q 5].
- Coagulée - colle qui, en se refroidissant prend la consistance d'une gelée[Q 5].
- Cobalt - Voir Azur.

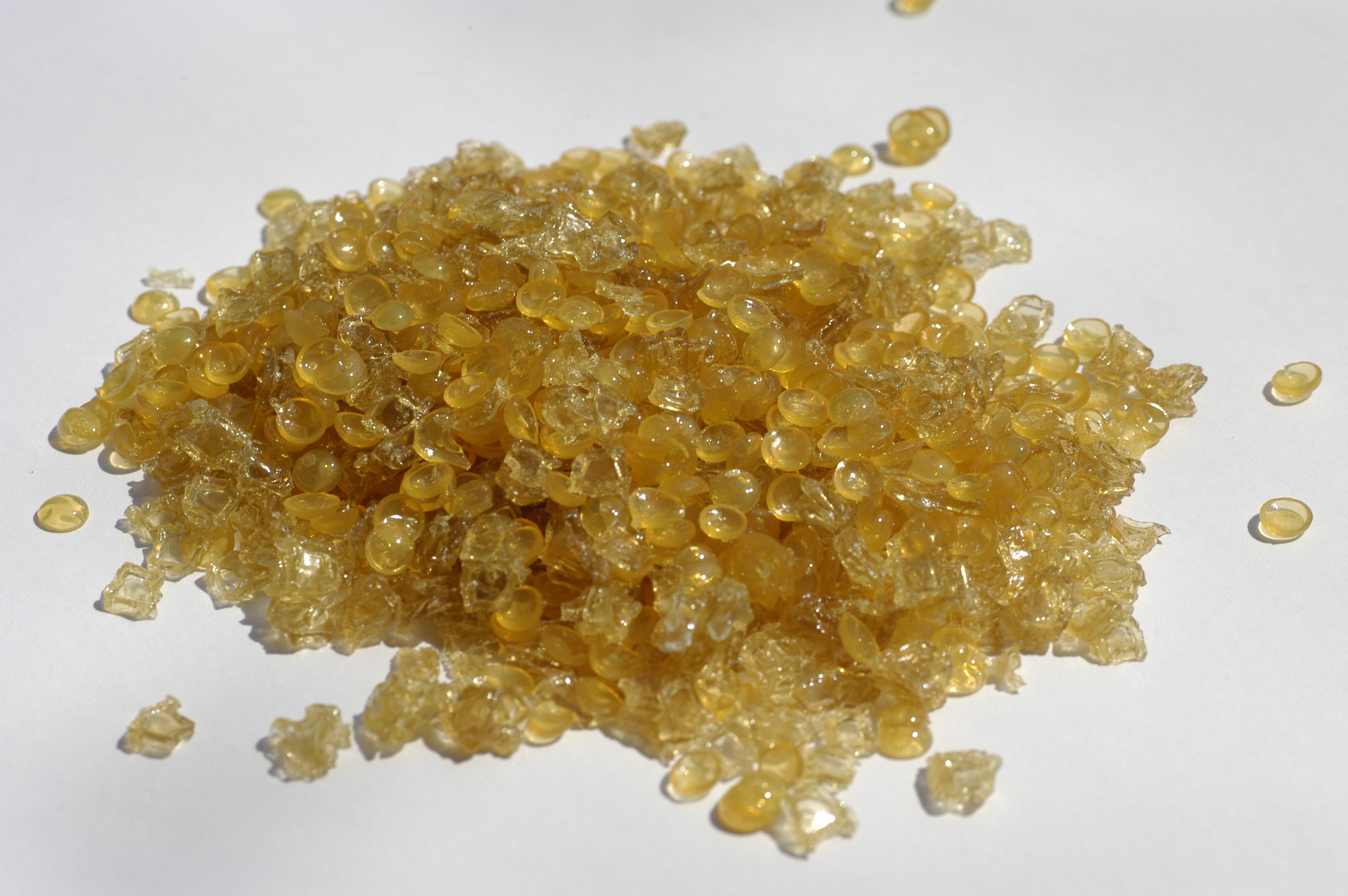
Colle de peau en granules

- Colle, ou Eau Collée - Matière factice et tenace qu'on emploie à froid comme intermédiaire pour empêcher qu'une substance liquide ne pénètre dans une solide, comme le vernis sur la peinture ou sur une tenture en papier peint; on l'emploie tiède lorsqu'il s'agit d'unir une ou plusieurs substances pour former une couleur; La colle propre à la peinture se tire par ébullition de diverses peaux, telles que de la peau de mouton préparée pour les gants, de la peau de veau non préparée et que l'on nomme brochette du cuir de lapin, du parchemin, etc.[Q 5]. Voir colle de peau, Peinture à la colle, Chipolin
- Colophane - Voir arcanson.
- Concret - Concrétion des vernis s'opère par l'effet de l'air, et, dans cet état, on les nomme concrets, parce que de liquides qu'ils étaient, ils ont, après avoir été étendus sur les sujets, acquis la fixité qu'ils n'avaient point jusqu'alors[Q 5].
- Copal - Une résine ou bitume dur, jaune et transparent, soluble dans l'essence - On l'emploie à la composition des vernis gras, et il en est la base - Ce bitume qui lui procure toute sa solidité, comme la térébenthine lui donne son brillant[Q 5].
- Couche - Enduit de couleur en détrempe ou à l'huile, que l'on étend sur un sujet[Q 5].
  - Couche de fond - On nomme ainsi les premières couches que l'on étend sur un sujet[Q 5].
  - Couche de teinte - Nom des dernières couches que l'on étend sur celles de fond, et qui sont toujours composées au moins de deux substances colorantes[Q 6].
- Coucher - Action d'étendre, les uns sur les autres, les blancs détrempés à la colle - Lorsqu'il s'agit de blanc à l'huile, on dit imprimer, et quand on recouvre ces blancs de substances colorées, on dit coucher de teinte[Q 6].
  - Coucher d'assiette - Coucher une couleur rougeâtre sur un sujet déjà reparé pour le préparer à recevoir l'or[Q 6].
- Couleur - Voir ci-dessous Couleur
- Couperose blanche (Sulfate de zinc) - Sel minéral sulfate de zinc - On l'emploie dans la peinture comme siccatif pour les couleurs détrempées à l'huile[Q 7]. Sulfate ferreux.
- Coussin ou Coussinet - Bout de planche sur lequel on met du crin ou du coton que l'on couvre d'une peau de veau bien tendue et clouée, entourée d'une bordure de parchemin, et qui sert à déposer et à couper les feuilles d'or[Q 7].
- Couteau - Lame de fer plate et flexible, également mince et arrondie à son extrémité - Elle sert à étendre et à relever les couleurs sur la pierre au fur et à mesure qu'on les triture[Q 7].
  - Couteau de doreur - Couteau d'acier carré du bout, et dont la tranche est un peu épaisse; il sert à couper la feuille d'or étendue sur le coussinet afin d'en obtenir la largeur et la longueur exigées pour le sujet[Q 7].
- Craie - Pierre blanche et tendre que l'on broie pour la mélanger avec le blanc de plomb ou la céruse[Q 7].
- Cramoisi - Couleur secondaire composée de Carmin, de laque carminée et d'un peu de blanc[Q 7].
- Cremnits - Voir Blanc.
- Cuir de lapin - Voir colle. Voir colle de peau.
- Cuivrée - Fausse dorure, c'est-à-dire une dorure faite avec du cuivre en feuille, employé de la même manière que l'or fin[Q 7].

## Couleur
- Couleur - Matière naturelle ou artificielle, broyée et détrempée soit à l'eau, soit à la colle, soit à l'essence, soit au vernis[Q 6].
- Couleur Mettre en - Peindre le carreau ou le parquet d'un appartement; c'est aussi mettre une couleur apprêtée aux endroits où la sanguine n'a pu entrer, sur un sujet que l'on veut dorer[Q 6].
- Couleur primitive ou positive- Couleur qui n'est point mélangée avec d'autres couleurs[Q 6]. Voir Couleur primitive
- Couleur secondaire - On nomme ainsi le mélange de deux couleurs primitives, ou même d'un plus grand nombre[Q 6].
- Couleurs broyées à veau- Des couleurs préparées et réduites en trochisques qu'on peut employer en les détrempant, soit à la gomme, soit à la colle, soit à l'huile[Q 7].

Les couleurs primitives sont:
- Blanc: il en existe de quatre espèces; savoir, le blanc de plomb ou céruse pure (Toxique), qui est le plomb oxydé par la vapeur du vinaigre; il en est de deux sortes, blanc en écaille et blanc en trochisque - céruse, qui est le même blanc de plomb, mais mélangée d'une dose de craie ou de terre de pipe plus ou moins forte; le Blanc de Troyes ou craie, et enfin le blanc de Bougival, espèce de marne qu'on épure par des lavages réitérés[Q 6].

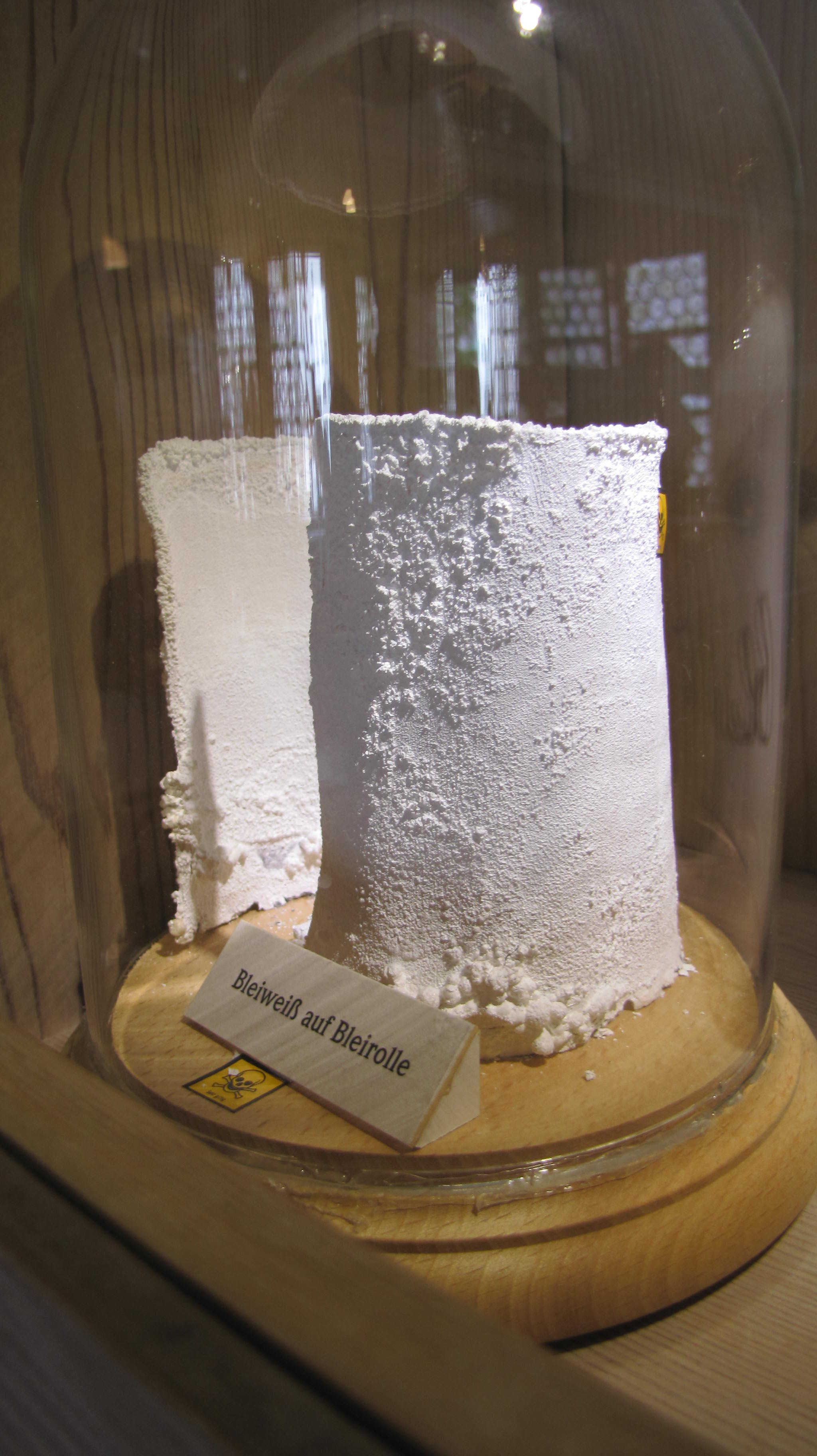
Blanc de plomb. N'est plus utilisé à cause de sa toxicité.

- Rouge se divise aussi en neuf classes; savoir: l'ocre rouge qui est une terre naturelle un peu oxydée; le rouge brun, qui est de même une terre naturelle, mais plus fortement oxydée, ainsi que le rouge de Prusse; le minium ou mine rouge, et la mine orange, qui sont le produit du plomb oxydé par le calorique; le vermillon ou Cinabre artificiel, qui est l'Oxyde de mercure sulfuré rouge (Toxique); le Cinabre, substance naturelle produite par la combinaison du soufre et du mercure; la laque, substance terrestre ou chimique telle que l'alun qui est teinté avec plus ou moins de cochenille, ou bien avec d'autres parties colorantes tirées des bois de campêche et de la Garance; enfin le carmin, qui est une fécule tirée de la cochenille[Q 6] .

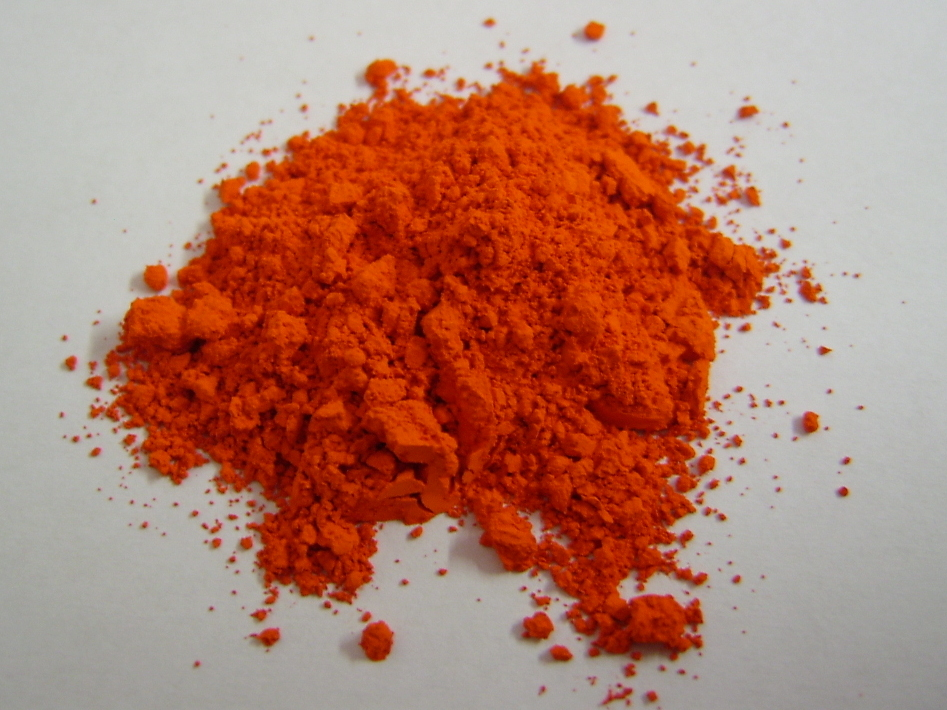
Minium
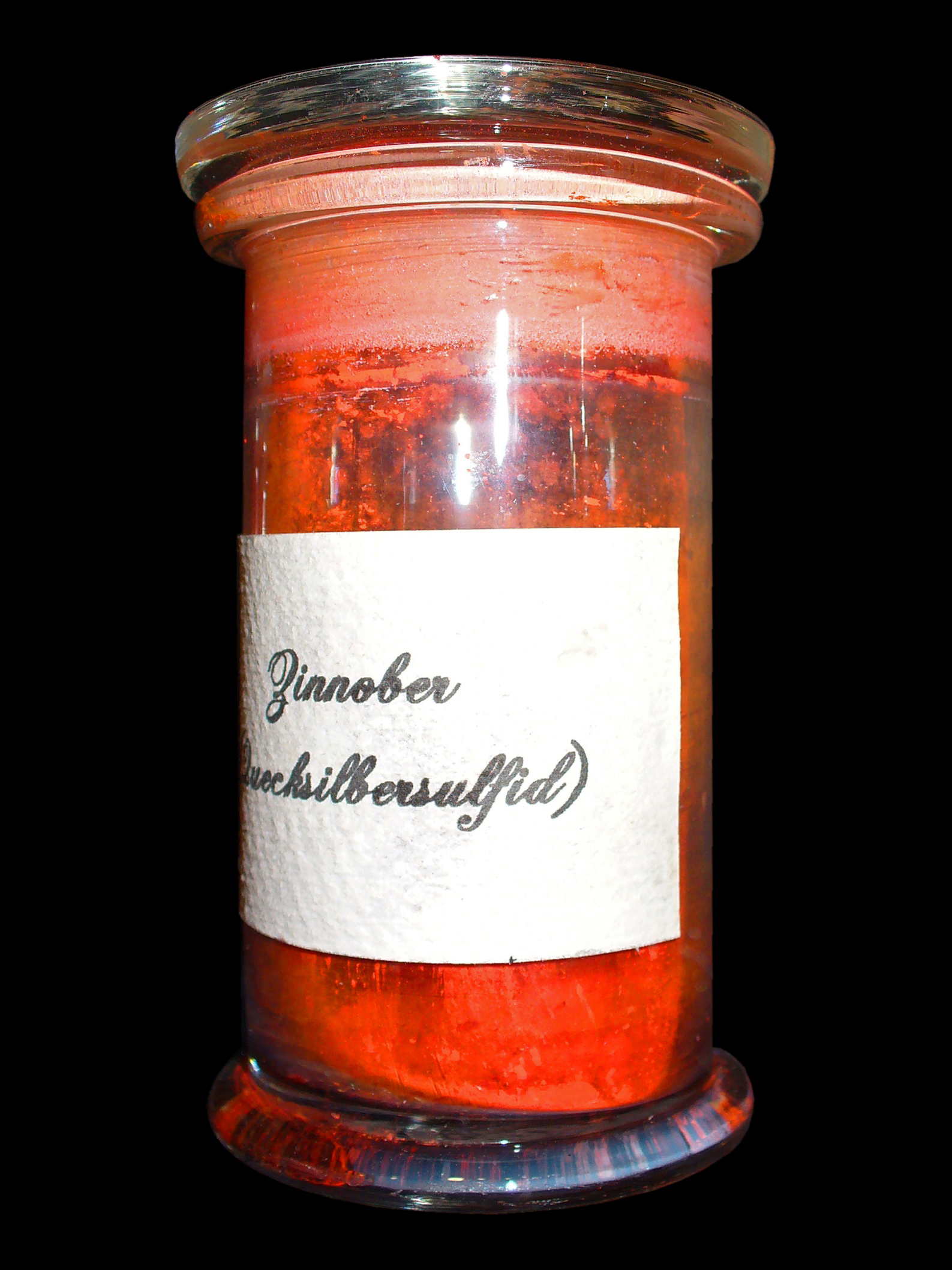
Cinabre. N'est plus utilisé à cause de sa toxicité.
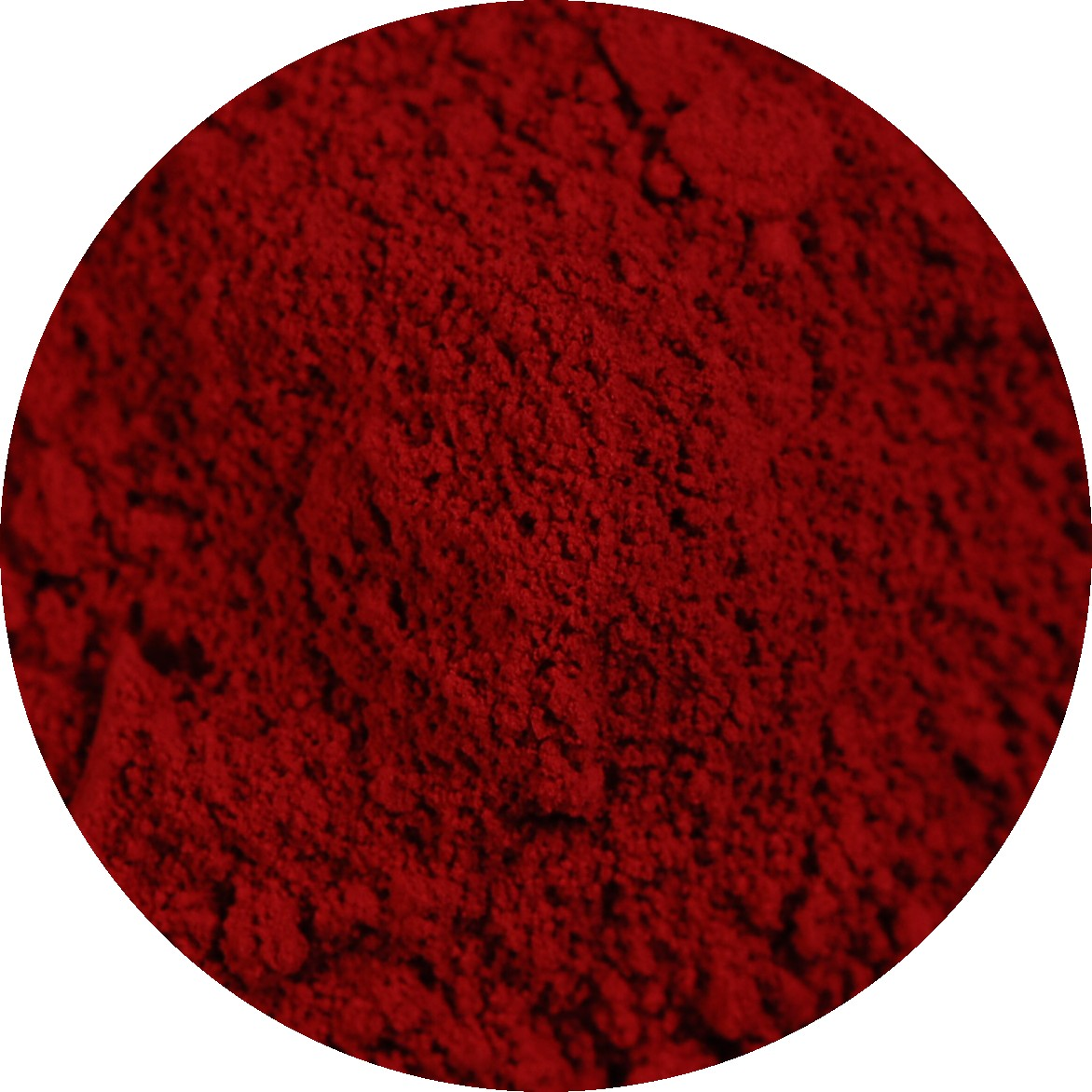
Carmin

- Jaune, dont on compte neuf espèces différentes; savoir: l'ocre commune, terre naturelle; l'ocre de rut, qui est la même, mais plus chargée d'Oxyde ferrugineux; le stil de grain, qui est une craie épurée et teinte du jus de la graine d'Avignon, tiré par décoction; le jaune minéral, Oxyde de plomb demi-nitreux uni au muriate; le jaune de Naples, Oxyde de plomb mêlé d'antimoine (toxique); l'orpin ou orpiment, Oxyde d'arsenic sulfuré et mêlé de soufre (toxique); la terra-merita (Curcuma), racine dont on extrait la teinture, ainsi que le safranum, qui est la fleur du carthame, qui s'emploient l'une et l'autre par décoction, et servent à teindre les bois des parquets[Q 8].

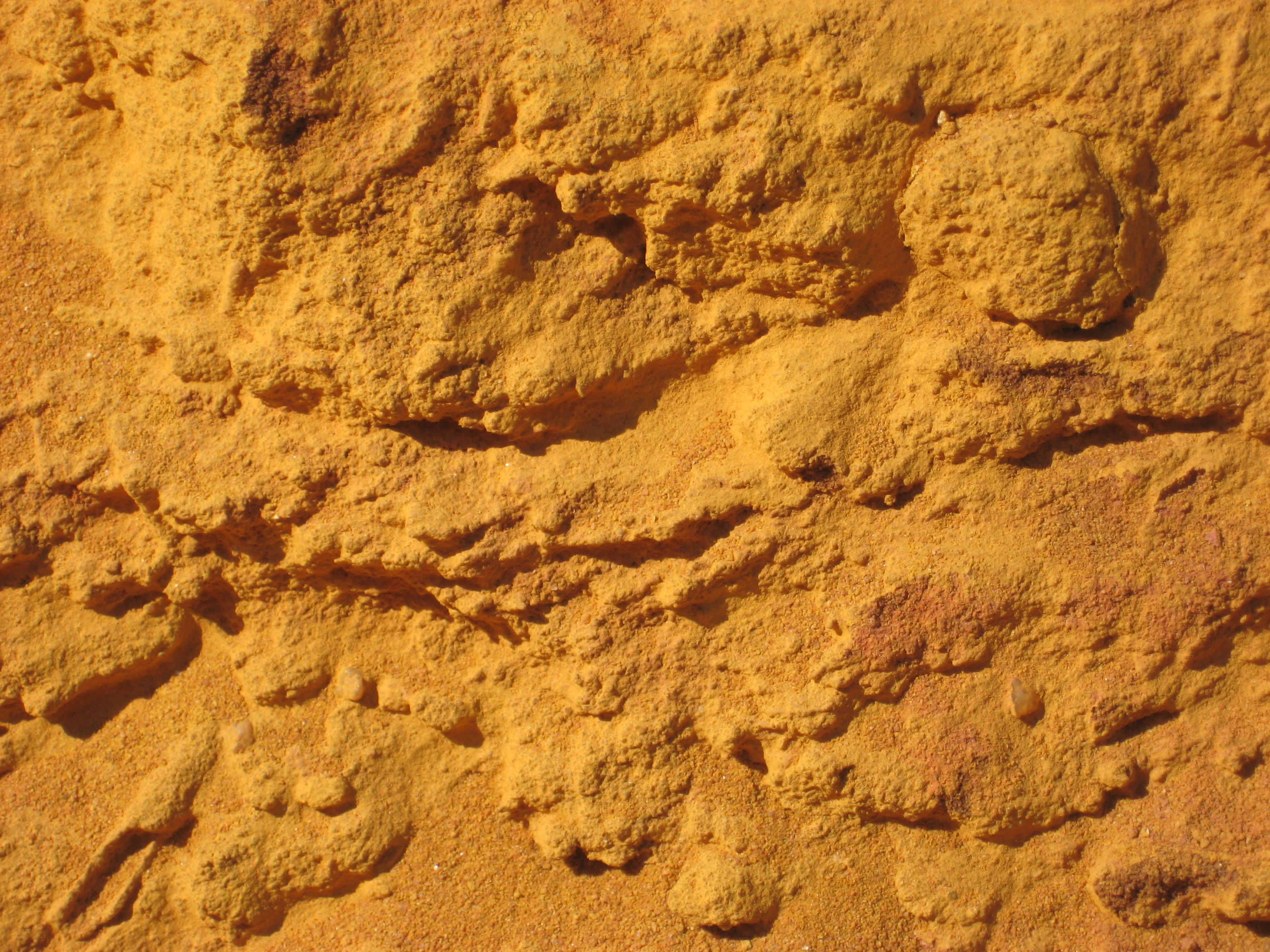
Sable ocreux jaune
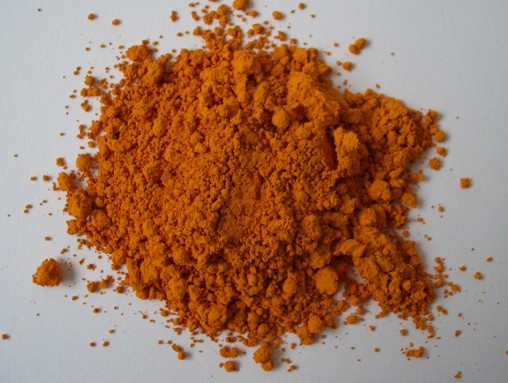
Jaune de Naples synthétique. N'est plus utilisé à cause de sa toxicité.
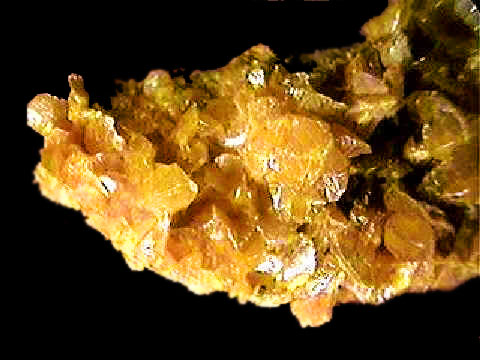
L'Orpiment minéral. N'est plus utilisé à cause de sa toxicité.
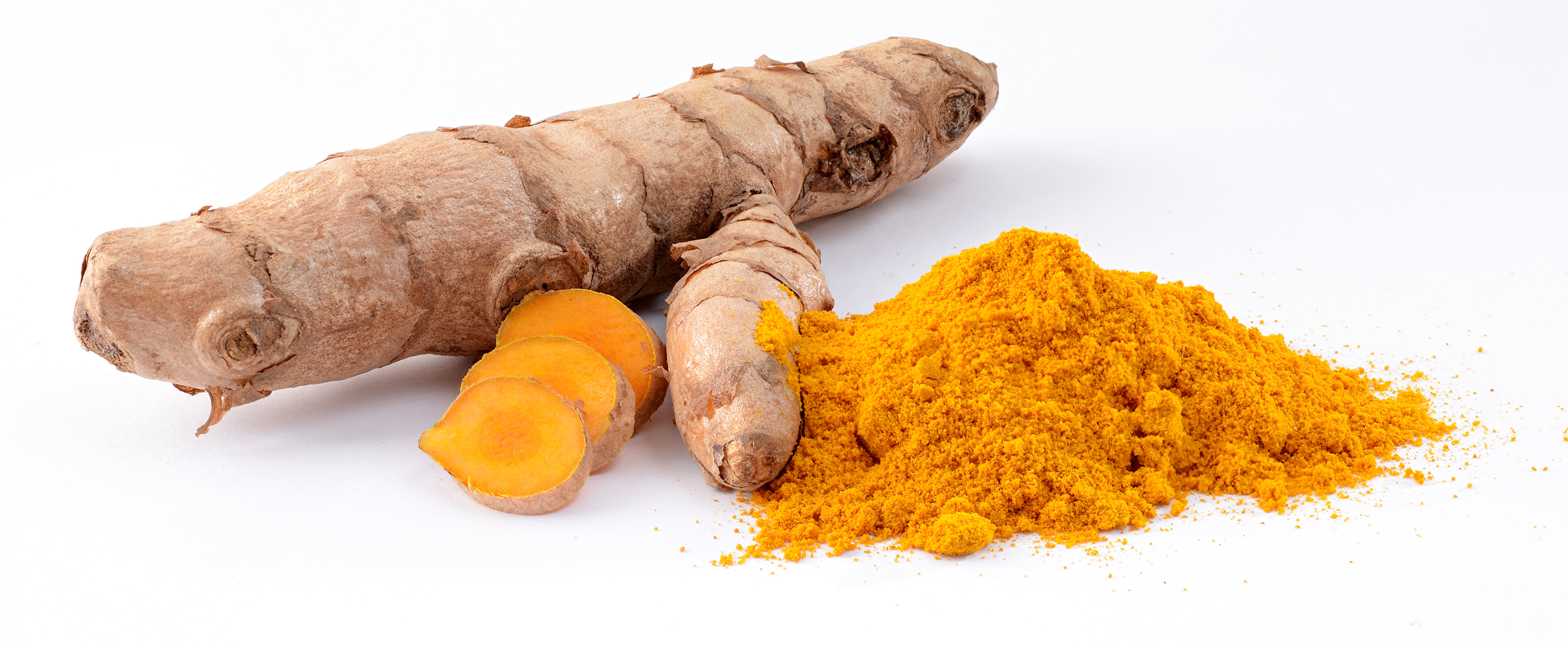
Rhizome, tranches et poudre de curcuma, anciennement terra-merita
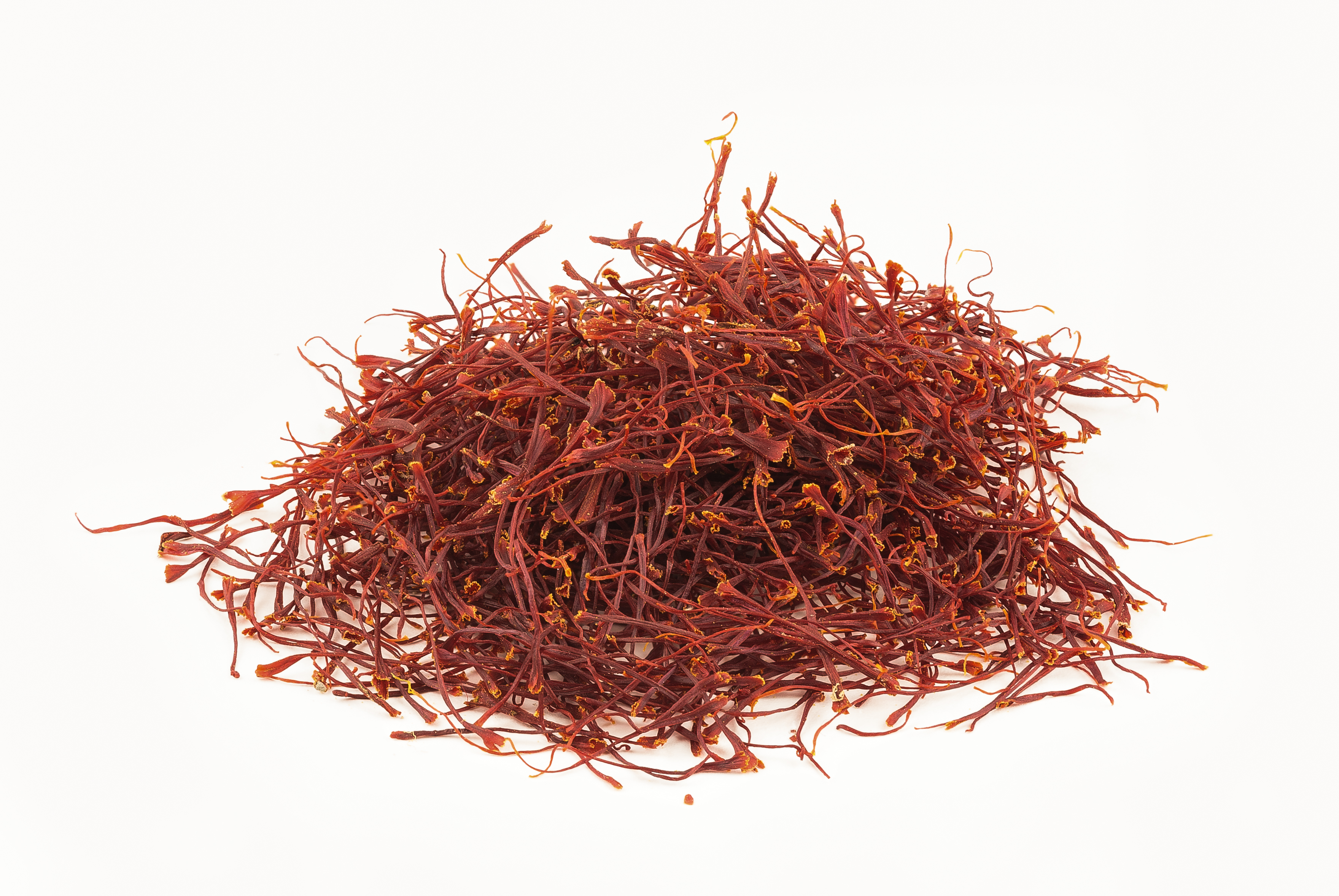
Safran
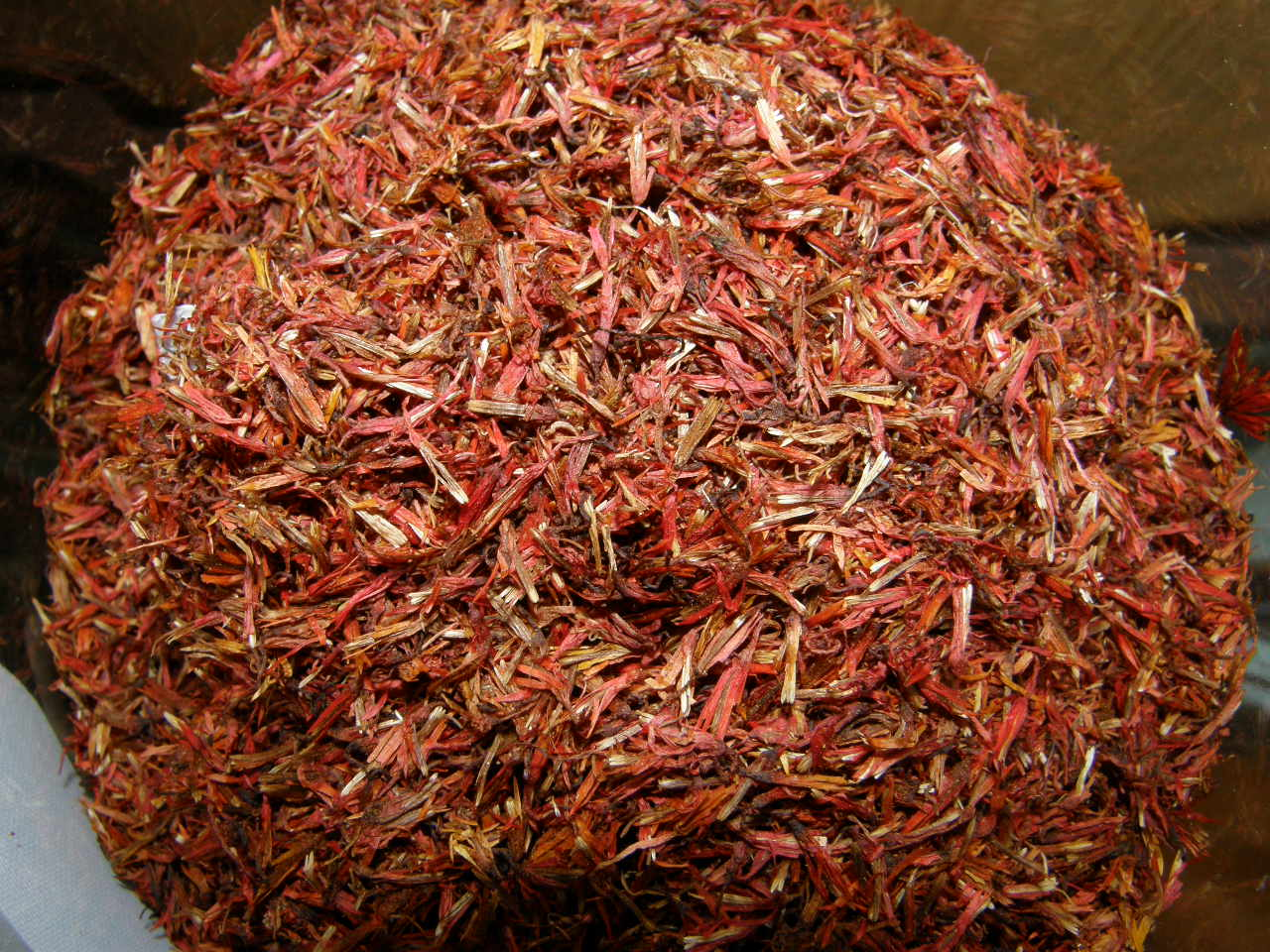
Carthame des teinturiers

- Vert: de quatre sortes; savoir: le vert de gris, qui est le cuivre oxydé par le vinaigre; le vert de montagne, que l'on tire de la Hongrie et qui est une terre argileuse, naturellement colorée par l’oxydation du cuivre; la terre verte venant de Saxe, et qui est produite par les mêmes effets que la précédente; la Cendre verte, qui est la dissolution du cuivre à froid dans l'eau forte, uni à de la craie[Q 8].

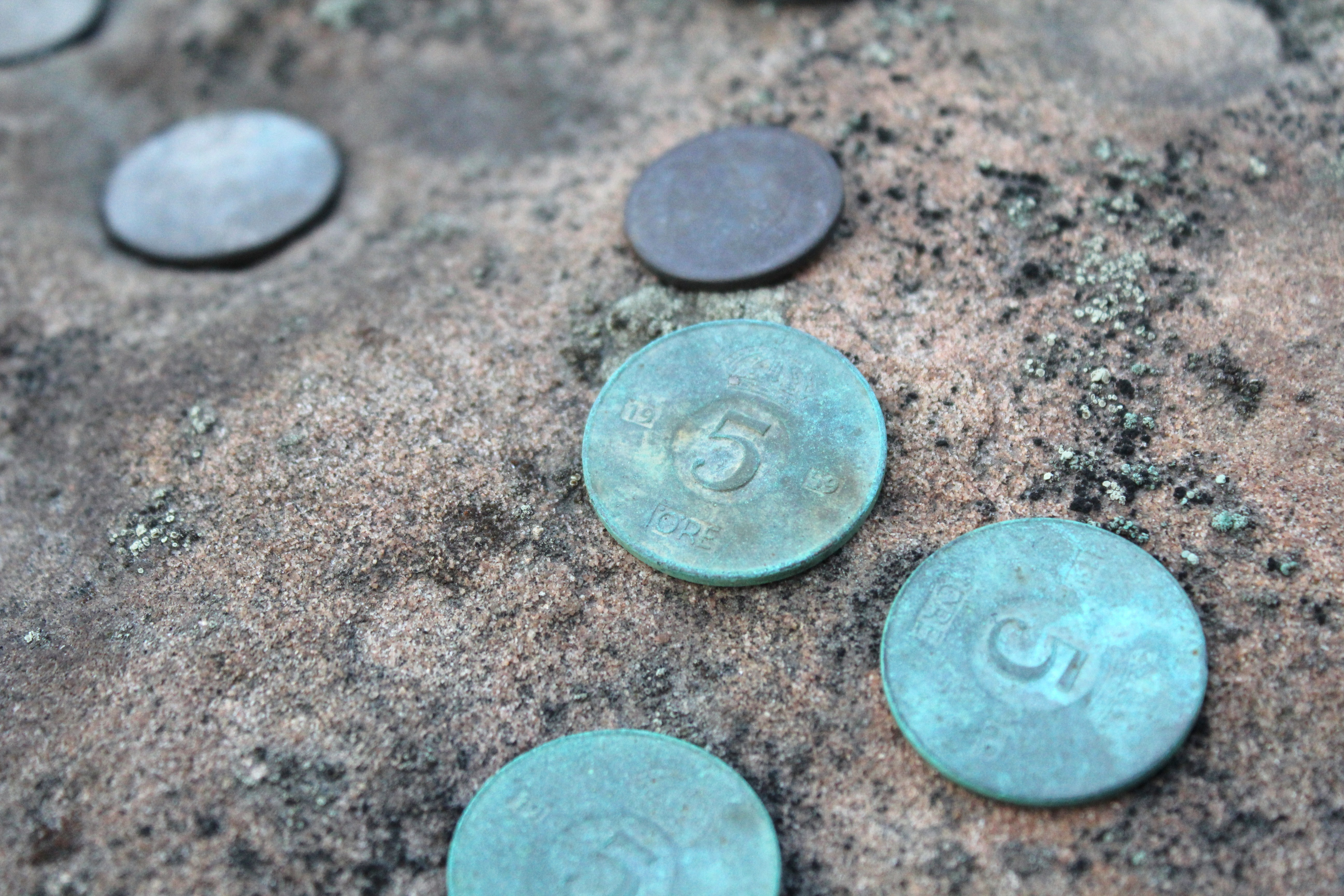
vert de gris

- Bleu: de quatre sortes; savoir: le bleu liquide, qui est tiré du sang de bœuf; le bleu de Prusse, qui est le résultat de la combinaison du sulfate de fer avec l'hydrogène et le carbone; l'indigo, qui est le suc des feuilles de l'indigotier, soumises à la fermentation spiritueuse; la Cendre bleue, qui, de même que la Cendre verte, est le résultat du cuivre dissout dans l'eau forte et uni à de la craie, puis amalgamés et triturés avec de la chaux vive[Q 8] .

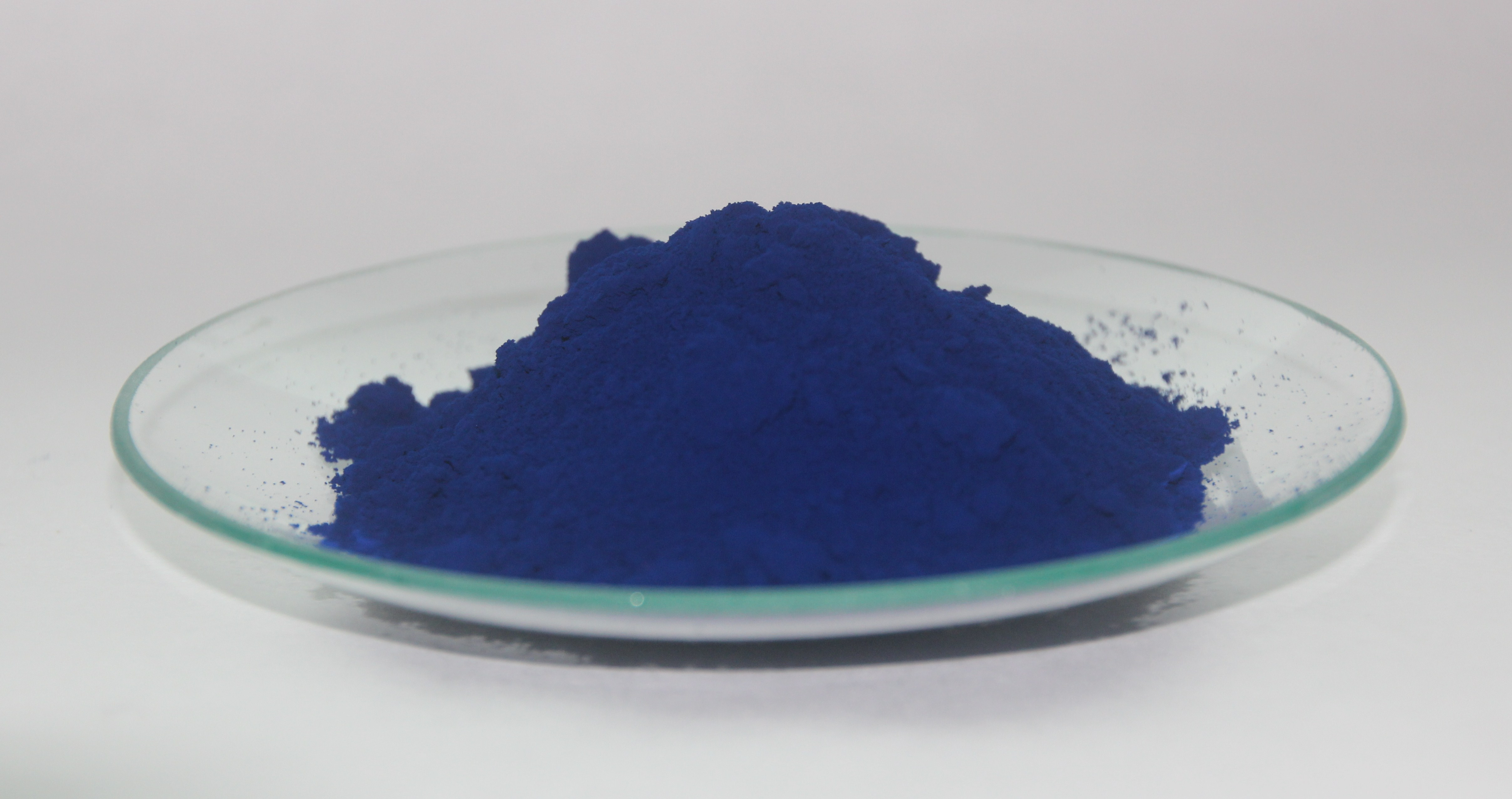
bleu de Prusse
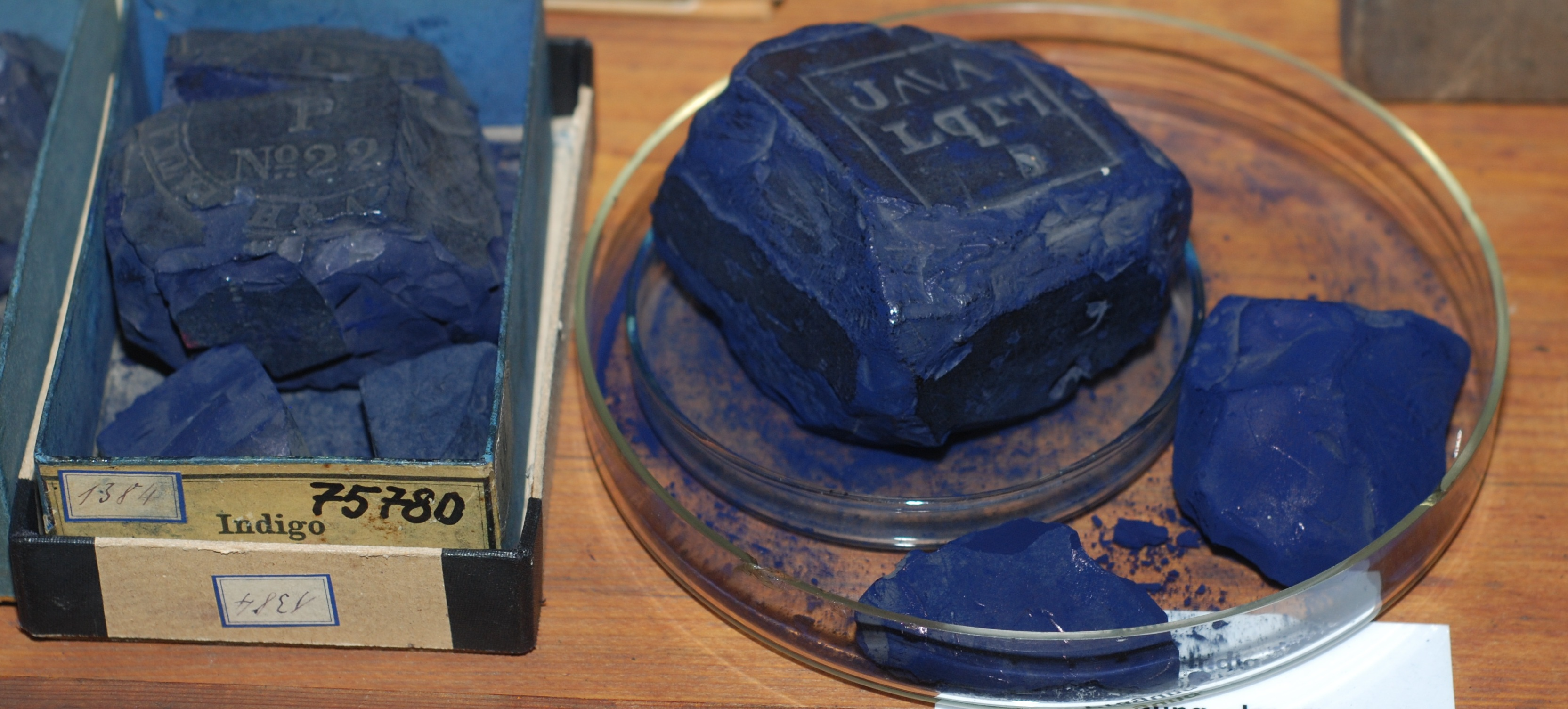
Indigo
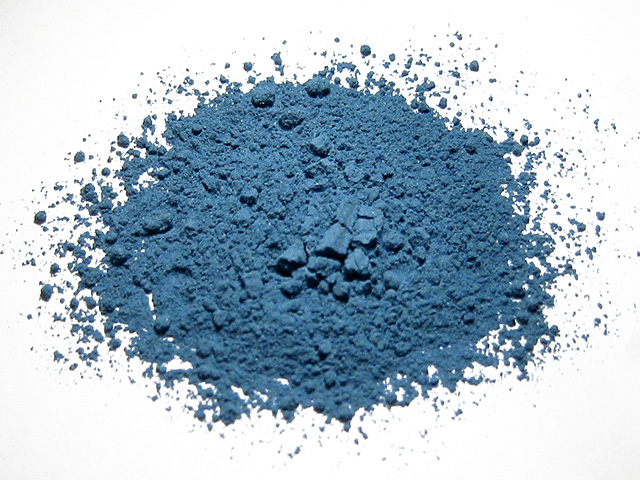
Azurite

- Brun, dont on compte autant d'espèces que du précédent, se compose; savoir: de la terre d'ombre , espèce d'argile oxydée et bitumineuse qui se trouve en Italie; du stil de grain brun, composé d'une argile teinte du jaune de la graine d'Avignon et d'autres végétaux; de la terre de Sienne, terre naturelle fortement chargée d'Oxyde ferrugineux, et dont on augmente la couleur par la calcination; de la terre de Cologne, terre naturelle chargée de Bitume et d'un peu d'Oxyde de fer[Q 8].

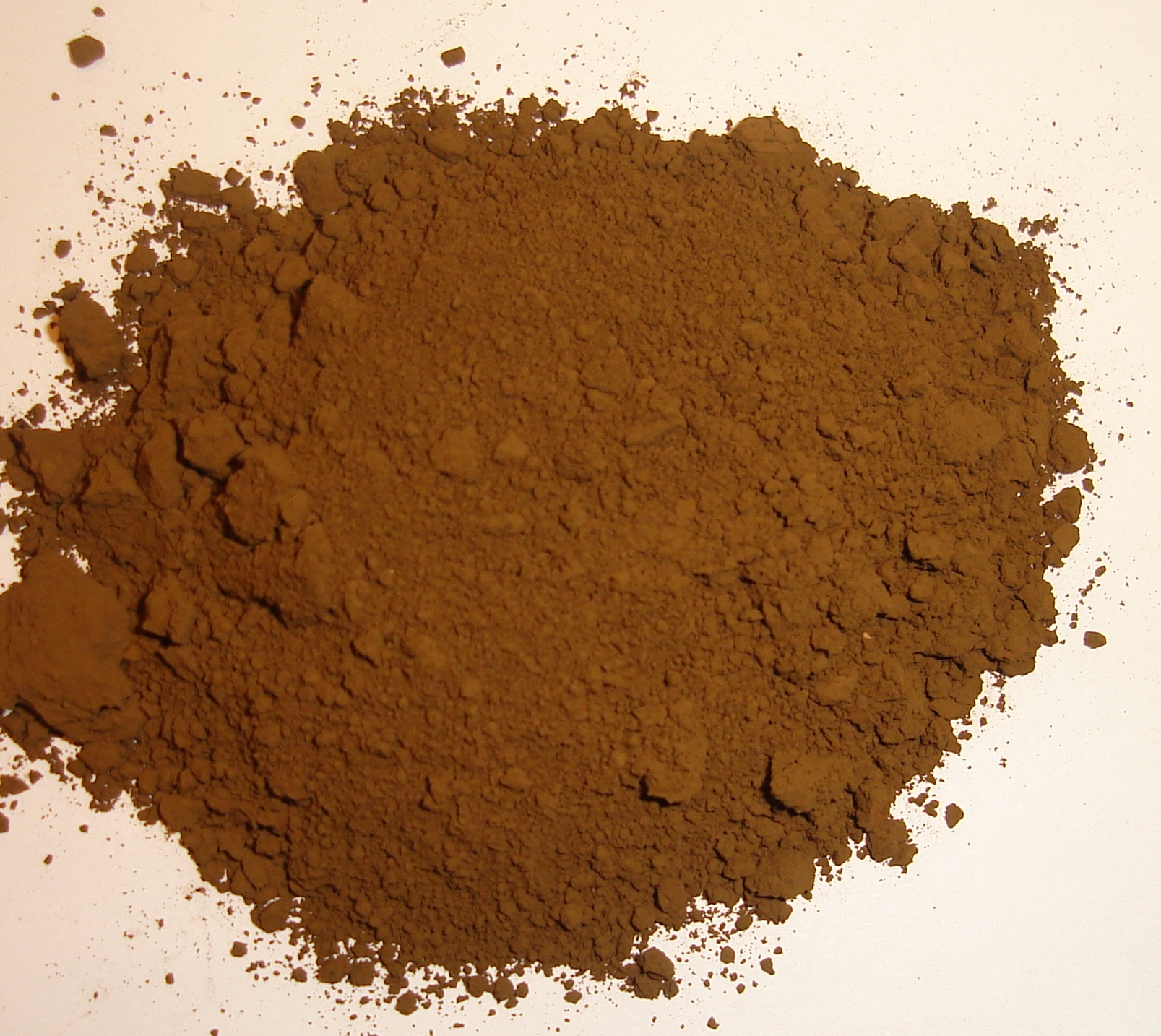
Terre d'ombre
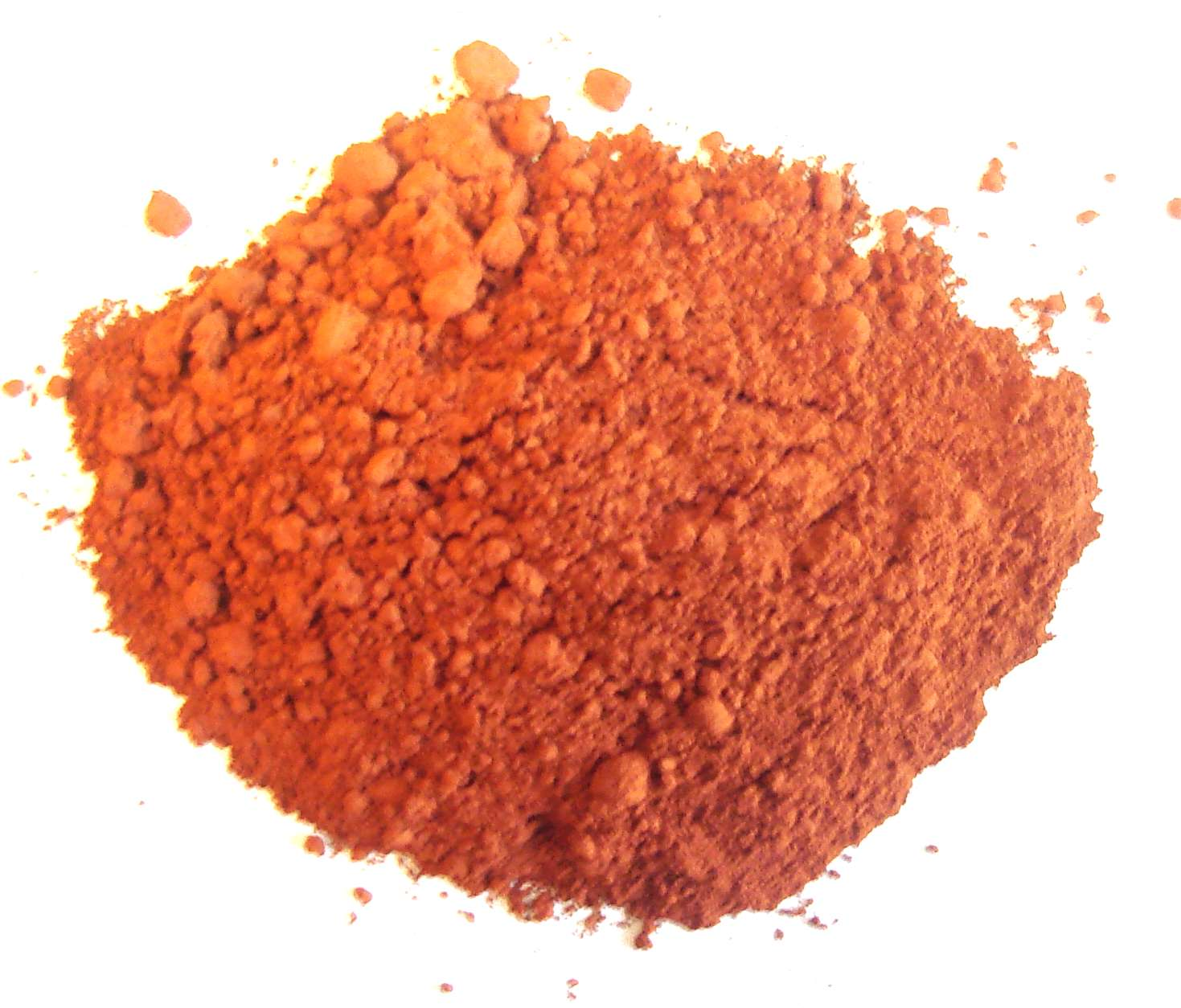
Terre de Sienne brûlée

- Noir: il se divise en autant de classes que le brun; savoir: le noir de pêche produit avec les noyaux brûlés de ce fruit; le noir d'ivoire produit de l'ivoire brûlé au four; le noir de charbon, et enfin le noir de fumée, qui est une suie grasse[Q 8].

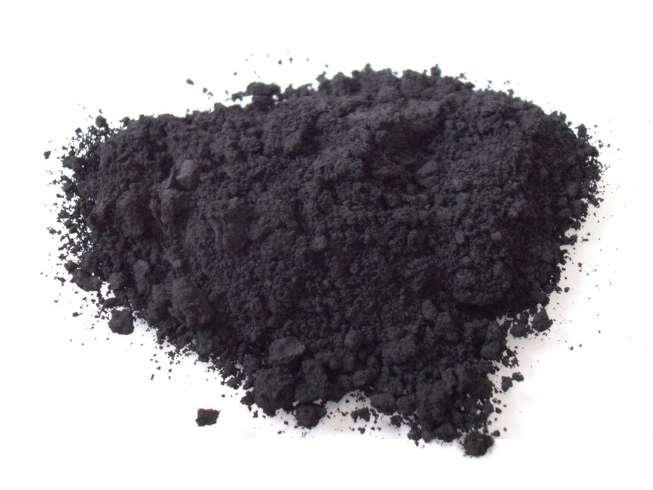
Noir de carbone

## D
- Décanter ou décupeler - Transvaser l'eau, l'huile de dessus les couleurs, la colle de son pied, le vernis de son dépôt[Q 7].
- Décapé - Synonyme de poli[Q 9].
- Décharger - Ce terme explique l'état des couleurs qui ont perdu de leur force ou de leur vivacité - On sait que les couleurs naturelles se déchargent moins que celles que l'on obtient des opérations de la chimie[Q 9].
- Dégorger ou Dégager les moulures - C'est, lorsqu'on ponce les blancs, ôter la trop grande quantité de peinture que la brosse a laissée dans le fond des moulures; c'est ainsi qu'on leur rend leur première forme[Q 9].
- Dégraisser - C'est, après avoir poncé ou réparé les blancs qui doivent être dorés, passer un linge mouillé dessus ou une brosse douce, pour nettoyer les parties salies par les mains[Q 9].
  - Dégraisser - Laver avec de l'eau seconde, la brosse et l'éponge, d'anciens fonds à l'huile sur lesquels on veut repeindre en détrempe ou à l'huile[Q 9].
  - Dégraisser - Aussi frotter les teintes dures avec de l'esprit de vin et un chiffon, après avoir poncé ces teintes à l'essence[Q 9].
- Dent de loup - Outil dont se servent les doreurs pour brunir[Q 9] - Voir brunissoir
- Détrempe - Toute peinture dont la couleur a été infusée et broyée à l'eau, et détrempée à la colle[Q 9].
  - Détrempe vernie - La même peinture que la précédente, mais sur laquelle, après sa confection, on a étendu du vernis afin de la conserver et de la rendre luisante[Q 9].
  - Détrempe commune - Détrempe qu'on emploie pour des ouvrages grossiers; elle se fait en infusant des terres à l'eau et en les détrempant avec de la colle[Q 9].
  - Détrempe au blanc de roi. Voir Blanc[Q 9].
  - Détremper - Mêler à une couleur broyée à l'eau de la colle chaude; c'est mêler de l'huile, de l'essence ou du vernis, à une couleur broyée à l'huile ou à l'essence, afin de rendre les unes et les autres assez liquides pour qu'elles puissent s'étendre sous la brosse[Q 9].
- Détruire les couleurs, les vernis - Voir Gratter, Lessiver.
- Dissolvant - Les liquides propres à dissoudre les résines qui entrent dans la composition des vernis - Ces dissolvants sont l'esprit de vin, l'essence éthérée de térébenthine, l'huile d'aspic, l'huile de lavande, et les huiles siccatives d'œillet, de lin, etc.[Q 10].
- Dorer - Appliquer l'or sur un sujet[Q 10].
  - Doreur - Ouvrier qui applique l'or[Q 10].
  - Dorure - or appliqué sur la superficie de quelques corps - Il y en a de différentes sortes : dorure à la colle ou sur des fonds en détrempe, que l'on nomme dorure sur apprêt; dorure à l'huile, celle-ci est faite sur des fonds d'impression couverts de teintes dures[Q 10].
- Dose - Quantité nécessaire de chaque couleur pour composer un ton, du liquide pour les détremper, et des substances suffisantes pour couvrir un sujet[Q 10].

## E
- Eau - Fluide qui sert à broyer les couleurs qui doivent être détrempées à la colle, et quelquefois celles qui doivent l'être à l'huile lorsque l'on désire donner plus d'éclat à celles-ci et les rendre enfin plus brillantes[Q 10].
- Eau seconde - Eau acidulée au moyen de la cendre gravelée ou de la potasse - Elle sert à détruire les anciens vernis; on en fait aussi usage pour humecter des peintures en détrempe que l'on veut enlever avec le grattoir, ou bien pour détruire, dégraisser, ou seulement nettoyer des anciens fonds à l'huile - On donne aussi le nom d'eau seconde à de l'eau forte qu'on affaiblit par l'eau, et qui sert aux mêmes usages[Q 10].
  - Eau seconde coupée - Cette même eau affaiblie par l'eau de rivière; elle n'est propre qu'à laver les vernis et les huiles, mais non à les détruire[Q 10].
- Échampir - Voir Réchampir [Q 10].
- Échaudage - Emploi que l'on fait de la chaux détrempée pour donner pied à une couche de badigeon, ou pour blanchir des murailles, ou bien enfin pour faire disparaître ou arrêter le roux de certain plâtre vieux ou neuf[Q 10].
- Échauder - Avec une grosse brosse, étendre sur une muraille de la chaux fusée avec de l'eau pour la blanchir[Q 11].
- Égrainer - Frotter légèrement avec un morceau de pierre ponce dure la surface des blancs d'apprêt avant de coucher de teinte, afin de faire disparaître les ondulations et d'enlever les grains que la brosse a faits ou a déposés sur ces blancs[Q 11].
- Émail - Voir Safre[Q 11].
- Encaustique - Composé de cire jaune, de savon, auquel on joint du sel de tartre ou tous autres sels pour les dégraisser, et dont on forme un liquide que l'on étend sur du carreau ou du parquet, après qu'il a été mis en couleur pour en rendre la surface luisante en la frottant avec une brosse rude[Q 11].
  - Encaustiquer - étendre de l'encaustique sur de la couleur, ou bien sur des bois crus, et les frotter pour les rendre luisants[Q 11].
- Encollage - Nom de la première couche que l'on étend sur les plâtres, les bois, etc.- Cette première couche diffère des suivantes, en ce que l'on emploie la colle dans toute sa force sans qu'elle ait été affaiblie par l'eau, et qu'au lieu de la verser chaude sur le blanc, on fait infuser celui-ci après que la colle est fondue[Q 11].
  - Encollage - Résultat d'une colle froide très-blanche et de peu de consistance, que l'on étend sur les peintures en détrempe avant de les vernir, ou bien sur des papiers de tenture, des bois crus - Cette précaution fait éviter les taches que produirait le vernis. On nomme encore encollage une espèce de mordant composé d'ail, d'absinthe, de sel infusé dans du vinaigre mêlé avec de la colle blanche que l'on étend sur des bois ou des plâtres pour donner du pied, c'est-à-dire pour mieux fixer les couleurs dont on veut les enduire[Q 11].
  - Encoller - Étendre de la colle faible ou de l'eau collée et froide sur un sujet que l'on veut ensuite vernir, ou bien de la colle très-forte et chaude, mêlée de blanc, sur un sujet que l'on veut peindre[Q 11].
- Engorgée - On appelle moulure engorgée celle qui a perdu une partie de ses formes et de ses contours par la quantité de peinture qui a été mise dessus[Q 12].
- Éponge - L'éponge sert à essuyer l'eau sur le sujet qu'on a lessivé, ou à laver les peintures, les vernis, le carreau, le parquet[Q 12].
- Épousseter - Enlever avec une brosse sèche la poussière sur le sujet que l'on veut peindre en première ou en seconde couche[Q 12].
- Esprit de vin - Liqueur transparente, volatile, qui s'enflamme sans répandre ni suie ni fumée[Q 12]. Éthanol
  - esprit de vin rectifié - Sert de dissolvant aux résines propres à faire les vernis clairs ou vernis blancs[Q 12].
- Essence, Huile essentielle ou Esprit de térébenthine - Partie huileuse éthérée et subtile de la térébenthine que l'on a obtenue par la distillation - Elle sert ordinairement à détremper les couleurs broyées à l'huile; si elle n'ajoute pas à l'adhérence que procure l'huile de lin, et si même elle détruit son brillant, elle à aussi l'avantage, par sa limpidité, de donner aux couleurs plus de développement, de les rendre plus brillantes, et de les faire plus promptement sécher - Essence sert encore sous la molette pour triturer de certaines couleurs, lorsqu'elles doivent être détrempées au vernis - Elle agit encore comme mordant sous le pinceau qui trace les veines lorsqu'il s'agit d'imiter le bois d'acajou ; enfin elle est le dissolvant de toutes les résines propres à la composition des vernis gras et des vernis à l'essence[Q 12]. Essence de térébenthine
  - Essence rectifiée, Huile éthérée ou Esprit d'essence - Aussi une liqueur préparée qui s'emploie comme dissolvant[Q 12].
- Etouper - Presser les feuilles d'or avec un tampon pour les obliger à prendre sur la collet[Q 12].
- Excipient - Synonyme de dissolvant[Q 12].

## F
- Farineux - Défaut d'un vernis qui n'est pas adhérent à la peinture, défaut qui provient des résines - Ce mot s'applique à la peinture en détrempe qui tombe faute de colle ou par l'humidité de la muraille; il se dit encore d'une peinture à l'huile que l'on enlève en frottant, vice produit par la trop grande quantité d'essence[Q 12].
- Fayencée - Toute peinture à l'huile qui est couverte de petites fentes ou gerçures, effet que produit l'huile grasse - On remarque aussi le même effet sur la peinture en détrempe lorsqu'elle est appliquée sur des anciens fonds à l'huile[Q 13].
- Fèces - Lie ou dépôt qui se fait dans les barils d'huile de lin et autres; c'est aussi le nom du dépôt qui se forme au fond du vase servant à faire le vernis[Q 13].
- Feint - En peinture, l'imitation des diverses espèces de marbres, de bois, de l'appareil de la pierre, de la brique, du coutil, des boiseries, des moulures, etc.[Q 13].
- Ferrette d'Espagne - Espèce de pierre sanguine qu'on extrait en l'Espagne[Q 13].
- Ferrures - Pièces de fer servant à des fermetures et à d'autres usages, ainsi qu'à des tringles, des barreaux que l'on peint en réchampissage d'une autre couleur que le fond, telle que noir, couleur d'acier, bronze, etc.[Q 13].
- Fers à reparer - Outils dont se servent les doreurs pour la reparure leur ouvrage; tels sont la spatule, le fer à refendre, le fer à coup fin, le fer à gros coup, etc.[Q 13].
- Feuille (Feuille d'or) - Partie d'or intercalée entre chaque feuillet du livret; cette feuille contient trois pouces et demi en tous sens - Le livret contient vingt-cinq feuilles[Q 13].
- Filer - En appuyant la main sur une règle, tracer et peindre des lignes pour imiter les lits et joints de la pierre de taille, une cimaise, une corniche, enfin des parties d'architecture quelconque[Q 13].
- Fileur - Ouvrier qui imite en peinture l'appareil de la pierre, les moulures et autres parties de l'architecture[Q 13].
- Fond - Premières couches d'impression lorsque celles-ci sont recouvertes par d'autres que l'on nomme couches de teinte - Ces premières couches se font généralement en blanc, parc que cette couleur conserve et donne plus de vivacité à celles de dessus[Q 13].
  - Fond de marbre - Toute Couleur brune qui ressemble à l'un des fonds des marbres, et que l'on applique sur un chambranle, une plinthe, une frise[Q 14]; Fond aventuriné - Fond qui imite l'aventurine, c'est-à-dire qui est sablé de paillettes d'or ou d'argent[Q 14].
- Fresque - La manière de peindre, avec des couleurs broyées et détrempées à l'eau, sur un enduit de mortier encore frais - On n'emploie pour cette peinture que des couleurs terrestres[Q 14].
- Frise - Un large champ que l'on peint de Couleur brune, couronné d'un filet, au bas des murs d'un escalier, d'un corridor[Q 14].
- Frotter - Passer, avec la main ou avec le pied, une brosse rude sur une encaustique pour donner le luisant au bois ou au carreau[Q 14]; Frotter - Passer un linge neuf et sec sur la dernière couche d'assiette où l'or doit rester mat, afin qu'il s'étende mieux et qu'il soit plus brillant[Q 14].
- Frottis (Faire des) - Étendre partiellement une couleur transparente comme cela se pratique pour imiter les nuances de la matière sur une peinture représentant les coupes et appareils de la pierre, ou représentant du marbre - On fait aussi des frottis avec de la bronze ou avec une couleur transparente sur le galbe d'une moulure, pour produire les effets de la lumière[Q 14].

## G
- Galipot - Voir Baras.

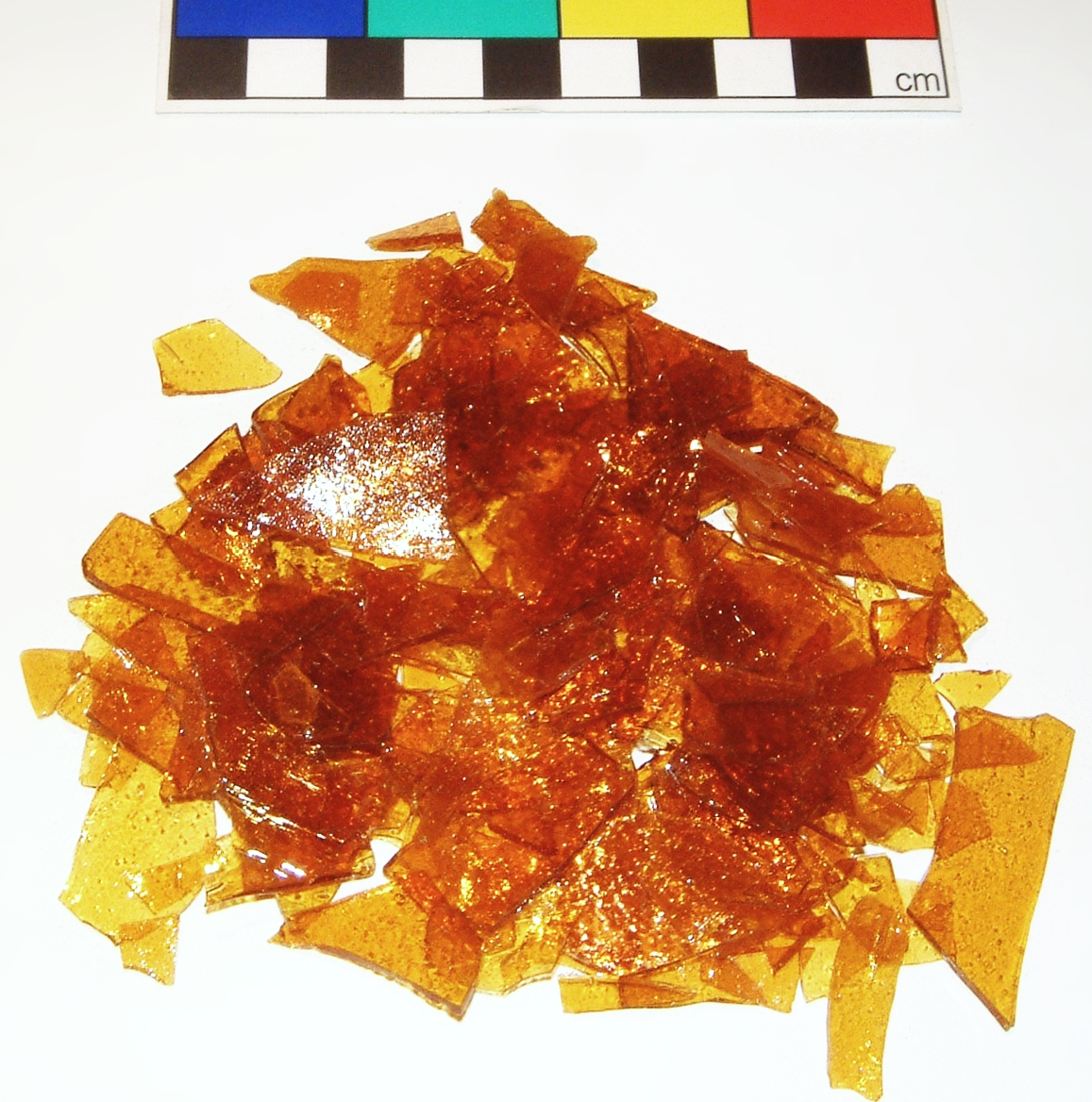
Gomme laque

- Gaude - Plante que l'on cultive dans plusieurs parties de la France, et dont on tire, par l'ébullition; un jaune commun pour les stil de grain[Q 14]. La Lutéoline.
- Gélatine-colle
- Gerçure - Effet que produisent le vernis à l'essence et l'huile grasse sur les peintures à l'huile faites extérieurement; leurs surfaces se trouvent alors remplies de petites fentes ou cassures[Q 15].
- Glacer - étendre également, ou par frottis, une couleur transparente sur une autre[Q 15].
- Glacis - couche de couleur de peu de consistance qu'on applique sur un fond pour le rendre transparent, comme cela se pratiqua pour l'ébauche de divers bois et marbres, ou bien pour une dernière couche de teinte détrempée plus claire que les précédentes afin qu'elle forme moins d'épaisseur[Q 15].
- Gomme naturelle - Suc aqueux et gluant qui se congèle sur les arbres d'où il sort; il est dissoluble, partie dans l'esprit de vin, et partie dans l'eau - Il en est de plusieurs espèces qui sont propres à la composition des vernis; telles sont la gomme laque et la gomme adragante[Q 15].
  - Gomme laque - résine dure, d'un rouge brun - On l'emploie à la composition des vernis à l'esprit de vin et des vernis gras; elle leur procure de la dureté et du coloris: dissoute à chaud dans l'esprit de vin, elle sert aussi, dans la dorure à l'huile, à couvrir les teintés dures avant de les coucher de mixtion[Q 15].
- Graine d'Avignon - Fruit du lycium dont on tire, par la décoction, une couleur jaune qui sert à faire les stils de grains[Q 15]. Rhamnus cathartica
- Gratter - Détruire avec le grattoir les anciennes peintures en détrempe sur un mur ou sur une boiserie[Q 15].
  - Grattoir - Outil composé d'un morceau de fer battu, de forme triangulaire, au milieu duquel est une tige rivée sur un manche en bois - Il sert à gratter les bois, les plâtres, les carreaux, etc.[Q 15].
- Gris - Couleur secondaire qui se compose avec le blanc et un peu de noir ou de bleu[Q 15].
- Grisaille - Couleur secondaire et commune qui se compose de beaucoup de noir avec un peu de blanc[Q 15].
- Gros Blancs - Voir Mastic
- Grosse térébenthine ou Bijon - Térébenthine commune que l'on tire avec ou sans incision des pins venant dans les parties méridionales de la France - Lorsque le bijon a pris plus de consistance, il se nomme Galipot[Q 15].

## H

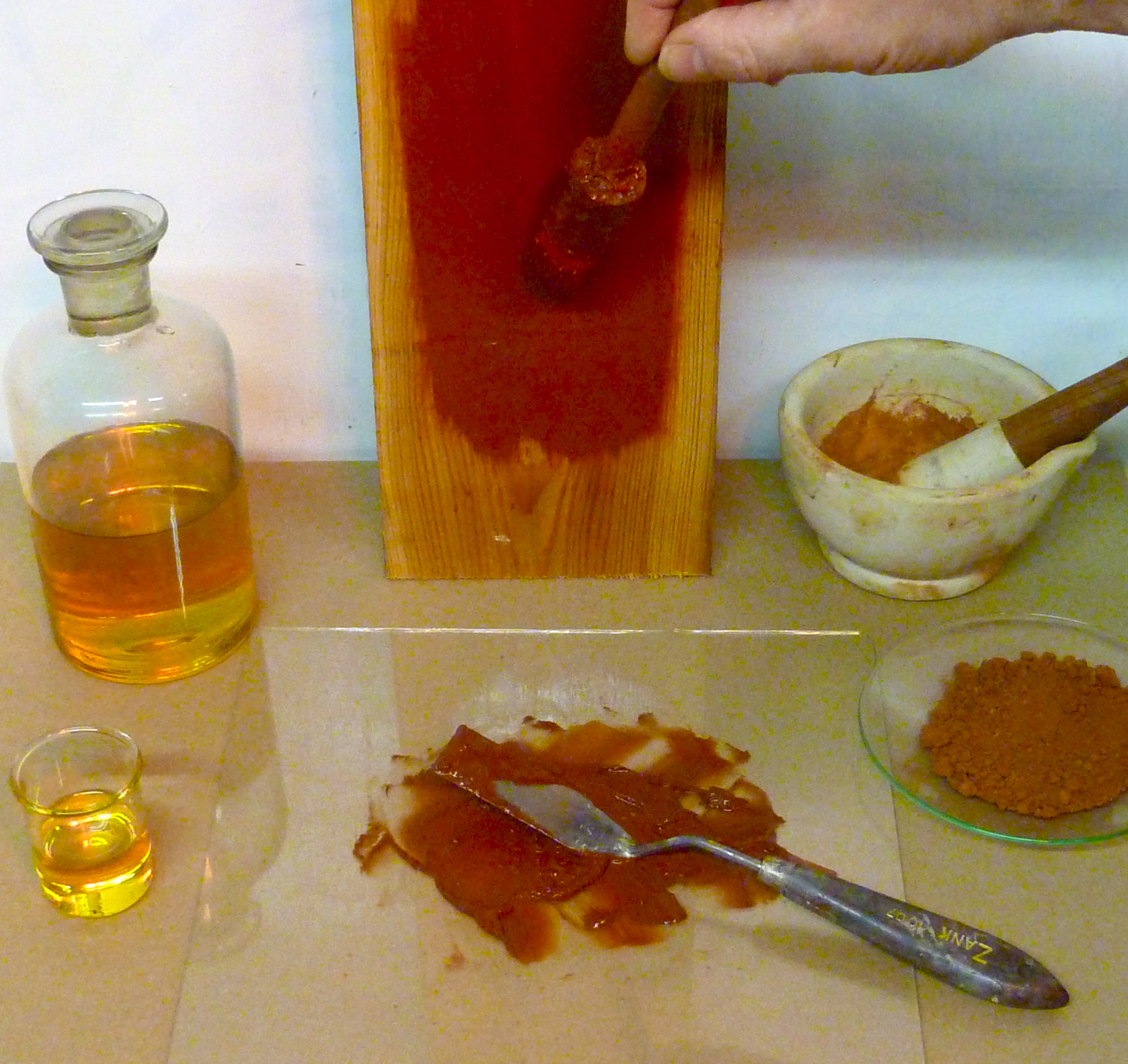
Huile de lin

- Hacher - Faire, avec un petit pinceau et du mordant, des lignes droites ou courbes, simples ou croisées, sur la partie d'un ornement à laquelle on veut donner des clairs au moyen de l'or - Ces lignes se nomment hachures[Q 16].
- Hampe - Manche d'un pinceau[Q 16].
- Huile - Liqueur composée de particules branchues ou onctueuse, grasses et inflammables, que l'on tire de certains fruits par expression - La peinture en emploie plusieurs espèces, tant pour broyer que pour détremper les couleurs ; savoir: l'huile de lin provenant de la graine de lin ; elle est la plus jaune et la plus grasse de toutes, et celle dont on fait l'usage le plus habituel - L'huile de noix que l'on tire du fruit du noyer ; elle est plus limpide que celle de lin, mais moins siccative: on en fait peu d'usage - L'huile blanche ou d'œillet, que l'on extrait de la plante du pavot blanc; celle-ci est la plus blanche, c'est avec elle que l'on broie ordinairement toutes les couleurs[Q 16].
  - Huile bouillante - Huile de lin que l'on fait chauffer seule ou mêlée de litharge, et que l'on étend sur des plâtres humides pour retenir leurs eaux à l'intérieur - On en fait encore usage sur des bois crus que l'on ne veut pas peindre, ou que l'on veut seulement vernir[Q 16].
  - Huiles dégraissées ou siccatives - Diverses sortes d'huiles qui servent de dissolvant, et qui ont été ainsi préparées pour la fabrication des vernis gras[Q 16].
  - Huile grasse ou siccative - Huile qui a été dégraissée, puis clarifiée, propre à détremper les couleurs que l'on désire faire sécher promptement; on en fait aussi usage comme vernis sur les peintures à l'huile faites extérieurement, et comme véhicule pour les résines - On dégraisse l'huile et on la rend siccative par plusieurs procédés; la céruse calcinée, la litharge et la terre d'ombre , ou bien la céruse, la litharge, le sel de Saturne et le Sulfate de zinc (le vitriol blanc) sont les matières qui lui donnent cette propriété[Q 16].
  - Huile de poix - Huile dont on fait usage comme résine pour des vernis communs[Q 17].
  - Huile essentielle de térébenthine - Voir Essence

## I
- Imbu - Première couche à l'huile dont les substances sont entrées en partie dans les plâtres neufs ou dans les pores d'un bois spongieux tel que le sapin; ou d'un vernis qui a perdu son état quelque temps après son emploi, ce qui arrive sur les peintures à l'huile qui ont été détrempées avec trop d'essence[Q 17].
- Impression - Nom particulier des couches d'une couleur qui est détrempée avec de l'huile - On imprime les bois pour les préserver de l'humidité, et les fers pour les défendre de la rouille[Q 17].
- Imprimer - Coucher avec la brosse sur les murs, les bois et le fer, des couleurs détrempées à l'huile[Q 17].
- Incorporer - Mêler un liquide à une substance pour là broyer ou la détremper[Q 17].
- Inde ou Indigo - Voir Couleur

## J
- Jaune - Voir Couleur
- Jaunir - Appliquer une couche de teinte faible, composée d'ocre détrempée à la colle, sur les blancs de dorure après qu'ils ont été poncés, et avant de les coucher d'assiette[Q 17].
- Jonquille - Couleur secondaire que l'on compose avec du blanc et du jaune[Q 17].

## L
- Lait de chaux - Chaux fusée et détrempée très-claire avec de l'eau, que l'on emploie à blanchir les murailles et planchers, ou qui sert de première couche sous le badigeon ; c'est aussi le blanc que l'on joint au jaune pour faire cette teinte nommée badigeon[Q 17].
- Lance - Nom d'une grosse brosse attachée au bout d'une perche pour faire de la peinture commune[Q 18].
  - Lancer - Peindre un plafond avec une grosse brosse et du blanc mêlé de peu de colle - Cette opération a lieu lorsque la dernière couche n'a pas réussi, c'est-à-dire lorsqu'elle est ondée[Q 18].
- Lapis (Lapis-lazuli) - Voir Azur.
- Laque - Nom commun à plusieurs espèces de pâtes que l'on teint de différentes couleurs, et particulièrement en rouge et en jaune - Voir Couleur
- Laque (Gomme laque) - Voir Gomme.
- Laver - Frotter avec une éponge humectée d'eau de puits, ou faiblement acidulée d'eau seconde, des couleurs à l'huile que l'on veut nettoyer, ou des huiles avant de les recouvrir d'autres couleurs[Q 18].
- Lessiver - Frotter des anciennes peintures avec une grosse brosse trempée dans l'eau seconde, pour détruire le vernis ou pour détremper la couleur que l'on veut gratter avant de la remplacer par d'autre, ou bien encore pour dégraisser des fonds à l'huile que l'on veut repeindre à la colle[Q 18].
- Lilas - Couleur secondaire composée avec du blanc, de la laque et du bleu de Prusse[Q 18].
- Liquéfier - Rendre fluide par la chaleur les gommes propres aux vernis[Q 18].
- Liquides - Il en est de propres à broyer les couleurs ; savoir : l'eau, les huiles et l'essence ; d'autres à les détremper, telles que les colles, les huiles, l'essence et le vernis; il en est enfin plusieurs qui servent à maintenir en fluidité les résines qui entrent dans la composition des vernis, comme l'esprit de vin, les huiles grasses ou siccatives, et l'essence[Q 18].
- Litharge - Chaux de plomb demi-vitrifiée et de couleur jaune. Elle sert de siccatif dans la peinture à l'huile[Q 18]. Oxyde de plomb(II).
  - Litharge d'or - Chaux de plomb qui, dans sa fusion, a pris une couleur rouge approchant de la couleur d'or[Q 19].
  - Litharge d'argent - Chaux de plomb dont la couleur approche de celle de l'argent[Q 19].
- Livret - Petit livre de papier mince et coloré, composé de vingt-six feuillets, entre lesquels on dépose vingt-cinq feuilles d'or, qui sont de la même dimension que les feuillets du livret - Ces feuilles d'or que les doreurs emploient - On donne aussi le nom de livret à un paquet de bronze[Q 19].
- Louches - Couleurs qui ne sont pas pures de tons[Q 19].
- Loupe - Voir Royaume
- Lustrer le vernis - Qualité de luisant, de netteté et de douceur que l'on donne à la surface du vernis en le frottant avec une serge imbibée d'eau et de poudre de tripoli, ensuite avec un morceau de drap imprégné d'huile d'olive et de tripoli, et enfin après l'avoir essuyé en frottant encore avec de l'amidon et du gros blancs mis en poudre, que l'on pose et que l'on frotte avec la paume de la main - Cette opération ne peut se faire que sur les vernis au copal dits vernis gras[Q 19].

## M
- Marbre:
  - Marbre feint - Représentation en peinture des différentes couleurs, veines et autres accidents du marbre[Q 19].
  - Marbre jeté - Celui qui imite les porphyres - Travail se fait sans poser la brosse; après l'avoir chargée de couleur on la secoue seulement sur le fond[Q 19].
  - Marbre chiqueté - Celui qui imite les granits - Il se fait avec un pinceau de blaireau dont les poils sont écartés, et que l'on pose en tapant au lieu de glisser[Q 19].
  - Marbre veiné - Celui que l'on imite par veine, tache, cailloux, etc.[Q 19].
  - Marbrer - Peindre, disposer des couleurs qui représentent un marbre quelconque[Q 20].
  - Marbrier - Ouvrier qui peint les diverses espèces de marbres; ordinairement celui-ci peint aussi les différentes espèces de bois[Q 20].
- Maroufler (Marouflage)- Couvrir, avec de la colle de pâte ou de la gelatine, des toiles qui sont couvertes de papiers et clouées sur des châssis pour les rendre plus fermes et mieux tendues[Q 20].
- Massicot - Nom de la céruse lorsqu'elle a été calcinée dans une poêle sur un feu modéré, ce qui lui donne une teinte jaune plus ou moins foncée, selon le degré de calcination: cette substance, broyée à l'huile, sert à faire les teintes dures[Q 20]: Oxyde de plomb(II).
- Mastic - Une résine pure en grain ou en larme, de couleur blanche tirant sur le citron: elle s'emploie dans toutes les sortes de vernis - Sa propriété est, comme celle de la sandaraque, de les rendre plus liants[Q 20].
  - Mastic - Gros blancs - Du blanc de Bougival écrasé, que l'on détrempe avec de la colle tiède pour en former une pâte - Il sert à boucher les trous et autres défectuosités dans les bois et les plâtres que l'on veut peindre à la colle; on l'emploie après avoir étendu la première couche ou l'encollage - On fait aussi du mastic avec ce même blanc détrempé avec de l'huile - Celui-ci s'emploie après avoir imprimé la première couche du sujet que l'on veut peindre à l'huile[Q 20].
- Mat - Couleurs en détrempe qui ne sont pas vernies; on nomme de même l'or sur apprêt, et qui n'est pas bruni[Q 20].
- Mater - Passer avec le pinceau une couche légère de belle colle tiède, mêlée de safran ou de vermeil, sur les parties de dorure qui n'ont pas été brunies - Cette opération appuie et mat l'or[Q 20].
- Mélange - Amalgame de plusieurs couleurs détrempées ensemble pour former une teinte[Q 20].
- Menstrue - Liquide propre à dissoudre, en partie ou en totalité, une résine - Il en est de plusieurs espèces, comme l'esprit de vin, l'huile grasse, l'essence[Q 20].
- Mine de plomb - Substance qui, détrempée avec du vinaigre, sert à noircir et à rendre luisantes les fontes aux contre-cœurs des cheminées - Elle entre aussi dans la composition de certains mordants[Q 20].
- Minium - Voir Couleur.
- Mixtion - Espèce de mordant qui sert à fixer l'or à l'huile; on l'étend sur la teinte dure, et avant qu'il ne soit entièrement sec on applique l'or dessus - Ce mordant se compose de diverses manières; savoir: avec de l'essence, des résines et du vermillon; ou bien avec des fonds de pinceliers, détrempés les uns et les autres avec de l'huile grasse[Q 21].
- Molette - Morceau de marbre, de pierre ou de grès de forme conique, dont on se sert pour broyer ou diviser les couleurs sur la pierre[Q 21].
- Mordant - Toutes substances grasses et onctueuses servant à fixer sur un sujet l'or, le bronze, etc.[Q 21].
  - Mordant pour hachures - Voir Batture.
  - Mordant pour dorer - Voir Assiette, Mixtion.
  - Mordant à bronzer - mordant qui sert à fixer la bronze jaune sur des fers - Il se compose de Bitume de Judée, d'huile grasse, de mine de plomb ou de vermillon, que l'on détrempe avec de l'essence[Q 21].

## N
- Nerprun - Arbrisseau qui croît dans les haies, dont le suc du fruit sert à faire le vert de vessie - Il en est une seconde espèce, connue sous le nom de graine d'Avignon, et qui sert à teindre les Stils de grains jaunes[Q 21].

## O
- Ocre - Terre douce, friable, de couleur jaune ou rouge, que l'on trouve dans les mines de fer, de plomb et de cuivre[Q 21] - Voir, Couleur
- Olivâtre - Couleur ressemblant à l'olive confite[Q 21].
- Olive - Couleur secondaire composée de jaune, mêlée de noir ou de bleu[Q 21].
- Or - Métal jaune, le plus brillant, le plus ductile, le plus pesant et le plus précieux de tous les métaux, qui, par sa préparation, sert à décorer l'intérieur des appartements; Ses différentes préparations motivent ses différentes dénominations[Q 22].
  - Or uni et mat - Or qui est appliqué sur des moulures non sculptées ou sur des fonds unis peints à la colle, et qui n'est pas bruni[Q 22].
  - Or bruni - Or qui, appliqué sur de la détrempe, est poli et luisant au moyen du brunissoir avec lequel on l'a frotté[Q 22].
  - Or sculpté ou taillé - Or qui est appliqué sur des moulures sculptées[Q 22].
  - Or réparé - Or qui est appliqué sur de la sculpture que l'on a réparé au fer avant de l'y appliquer[Q 22].
  - Or repassé ou vermillonné - Or sur lequel on a étendu du vermeil avec un pinceau pour en cacher les défauts; ou pour lui donner plus d'apparence[Q 22].
  - Or brettelé - Or qui est appliqué sur un fond haché de traits en différents sens et dont ces hachures seules sont dorées[Q 22].
  - Or à l'huile - Or qui est appliqué sur un fond imprimé d'huile, de teinte dure et d'or couleur; cet or s'emploie aux extérieurs comme aux intérieurs[Q 22].
  - Or sur apprêt - Or qui est posé sur des blancs couverts d'assiette, et il ne s'emploie que dans les intérieurs[Q 22].
  - Or couleur - Espèce de mixtion de consistance grasse et gluante, d'un jaune rougeâtre, que l'on couche sur la teinte dure, et sur laquelle on applique l'or en feuille pour dorer des fers aux extérieurs ; elle sert aussi à faire les hachures sur les parties que l'on veut rehausser d'or - Cette substance est formée du résidu des diverses couleurs recuites et broyées, ou bien du blanc de céruse, de la litharge et de la terre d'ombre , le tout détrempé à l'huile d’œillet ou à l'huile grasse[Q 22].
  - Or d'Allemagne ou Or massif - Cuivre - Battu en feuille, que le commerce vend en livret comme l'or, et dont on fait le même usage[Q 22].
  - Or fin - Or véritable pour le distinguer du cuivre[Q 23].
  - Or en coquille - Bronze ou l'or d'Allemagne mis en poudre qu'on livre dans des coquilles[Q 23].
  - Or mat repassé - Dorure peu solide dont les fonds ne consistent qu'en deux couches d'impression et une couche de jaune, sur lesquelles on applique l'or que l'on met ensuite avec de la colle et à deux reprises[Q 23].
- Oripeaux ou Clinquant - Voir Or d'Allemagne.
- Orpin ou Orpiment - Voir Couleur.
- Outremer - Voir Azur.
- Oxyde - Dénomination des substances métalliques réduites dans un état de chaux par l'oxygène air vital uni au calorique ou à un acide[Q 23].
  - Oxyde blanc de plomb, par le vinaigre - Voir blanc de plomb, céruse[Q 23].
  - Oxyde gris de plomb, par le calorique[Q 23].
  - Oxyde jaune de plomb, par le calorique - Voir Massicot, Jaune de Naples.
  - Oxyde jaune de plomb, par l'acide muriatique- Voir Jaune minéral.
  - Oxyde rouge de plomb, par le calorique - Voir Minium.
  - Oxyde vitreux de plomb - Voir Litharge.
  - Oxyde de mercure sulfuré rouge - Voir Vermillon.
  - Oxyde de cuivre, par le vinaigre - Voir Vert de gris.
  - Oxyde rouge de fer - Ocre rouge
  - Oxyde sublimé de zinc - Voir blanc de cremnits.
  - Oxyde vitreux de cobalt - Voir Azur des quatre feux. Smalt
  - Oxyde d'arsenic sulfuré, jaune et rouge - Voir Orpin
  - Oxyde blanc d'antimoine - Voir Jaune de Naples

## P
- Palette - Petite planche de bois dur, mince, ovale ou carrée, dont se servent les peintres de décor pour poser les couleurs et en faire le mélange[Q 24].
- Palette à dorer - Bout de queue de poil de petit gris, monté dans une carte qui à la forme d'un éventail, et qui sert à prendre les feuilles d'or sur le coussinet et à les poser - à l'autre bout de cette palette est un petit pinceau servant à appuyer l'or[Q 24].
- Panneau feint - Imitation en peinture des moulures encadrant un panneau de lambris, de porte, etc.[Q 24].
- Parchemin - Voir colle[Q 24].
- Peaudechienner - Ôter avec la peau de chien les barbes du bois sur les moulures et sur les arêtes après que le premier blanc d'apprêt est sec[Q 24].
- Peindre - Mêler les couleurs et les employer suivant les règles de l'art, décorer et embellir les diverses boiseries, ornements, avec ces couleurs[Q 24].
  - Peindre à l'encaustique - Après avoir Broyé les couleurs à l'eau pure, les détremper avec de l'eau de savon ou du lait, ou avec une encaustique composée de sel de tartre et de cire vierge - Cette peinture est faite pour garantir de l'odeur que produisent tous les autres procédés[Q 24].
  - Peindre au vernis - Broyer les couleurs à l'essence et les détremper avec du vernis - On fait usage de cette peinture sur des fonds préparés à la colle comme sur ceux préparés à l'huile[Q 24].
  - Peindre en détrempe - Broyer des couleurs à l'eau, et les détremper avec de la colle pure ou mêlée d'eau[Q 24].
  - Peindre à l'huile - Broyer des couleurs à l'huile et les détremper avec le même liquide, ou de l'essence, ou avec l'un et l'autre[Q 24].
- Peintre
  - Peintre d'impression - Ouvrier qui détrempe et applique les couleurs sur des murailles, des boiseries, etc.[Q 25].
  - Peintre de décor - Ouvrier qui imite par la peinture les marbres, les bois; celui qui imite la pierre, la brique, les moulures, l'architecture, se nomme fileur[Q 25].
- Peinture - Nom collectif de toutes les couleurs susceptibles d'être appliquées sur les parties du bâtiment - Il y a différentes sortes de peintures: la peinture en détrempe, celle à l'huile, que l'on nomme aussi impression; la peinture au vernis, et celle à l'encaustique[Q 25].
- Peinture de décor - Celle qui imite les marbres, les bois, etc.[Q 25].
- Pierre
  - Pierre à Broyer - Dalle de pierre ou de marbre, très-unie, dont on se sert pour broyer les couleurs[Q 25].
  - Pierre de sanguine - Pierre de contexture dense et solide, qui paraît comme formée de sang caillé, dont les doreurs se servent quelquefois pour brunir l'or[Q 25].
  - Pierre à brunir - Caillou taillé en courbe et monté sur un bois, servant, de même que la sanguine, à brunir l'or[Q 25].
  - Pierre ponce - Pierre calcinée, légère et très-poreuse, qui sert dans cet état à unir les fonds d'apprêt avant de les coucher de teinte, ainsi qu'à polir les vernis, et qui, étant réduite en poudre, sert à polir des fonds vernis[Q 25].
- Pinceau
  - Pinceau à mouiller - pinceau qui, imbibé d'eau, sert à humecter l'assiette pour qu'elle puisse apper l'or que l'on va poser dessus[Q 25].
  - Pinceau à ramander - Petit pinceau avec lequel on raccorde les cassures ou les manques d'or dans les fonds de la sculpture ou des moulures[Q 25].
  - Pinceau - Voir Blaireau
- Plinthe - Bande étroite au bas des lambris ou des murs, que l'on rechampit en Couleur brune, ou que l'on peint en marbre
- Poix Grecque - Voir arcanson[Q 25].
- Poix résine, noire, blanche, poix de Bourgogne - Voir térébenthine[Q 25].
- Polir - Frotter avec la pierre ponce ou le tripoli sur plusieurs couches de vernis gras pour en rendre sa surface lice et douce[Q 26].
  - Polissoir - Morceau d'acier très-poli, emmanché de bois, servant à brunir l'or[Q 26].
- Ponce de chaux - De la chaux fusée à l'air, que l'on met dans un petit sachet de linge, avec lequel on saupoudre en tapant des ornements couchés de jaune, pour que cette poudre de chaux empêche que l'or ne s'attache sur les parties qui ne doivent pas être rehaussées - Souvent, au lieu de ce procédé, on applique du blanc d'œuf ou un encollage à froid[Q 26].
- Poncer - Frotter avec la pierre ponce des blancs d'apprêt ou des fonds d'impression, pour les adoucir et les rendre unis en faisant disparaître les grains de couleur, les poils et les traces de la brosse[Q 26].
  - Poncer à l'essence - Frotter avec la pierre ponce, trempée dans l'essence, des fonds à l'huile pour les adoucir et les rendre unis - Cette opération se fait particulièrement sur les teintes dures que l'on doit couvrir d'or - Au lieu d'essence, on emploie aussi l'esprit de vin[Q 26].
- Poser au livret - Cela s'appelle ainsi, lorsque pour dorer de grandes parties unies on ne fait qu'ouvrir le livret, appuyer le bord de la feuille sans la diviser, et l'étendre entièrement sans qu'elle forme de plis[Q 26].
- Potasse - Substance saline qui sert à faire l'eau seconde[Q 26].
- Poussée - Ancienne peinture ou les premières impressions d'une nouvelle, qui ont terni l'éclat des couches de teintes[Q 26].
- Prêles - Herbe qui, étant sèche, sert à adoucir les blancs à la colle[Q 26].
  - Prèler - Frotter avec la prêle les blancs de dorure pour les rendre bien lisses avant de les coucher de jaune.
- Primitive - Nom des couleurs entières ou positives, qui sont le blanc, le rouge, le jaune, le bleu, le vert, le brun et le noir[Q 26]. Voir Couleur.

## R
- Raccorder - Refaire du même ton de couleur une partie sur un sujet anciennement peint; et en dorure, remettre de l'or où il en manquait[Q 27].
- Rafraîchir - Faire revivre des couleurs ou des vernis en les lavant avec une éponge imbibée d'eau pure, ou mêlée d'une faible partie d'eau seconde[Q 27].
- Ramender - Prendre avec un pinceau de petits morceaux de feuille d'or et les poser aux endroits où les feuilles sont cassées, ou aux endroits qu'elles n'ont pas couvert, ou sur les fonds qu'elles n'ont pas atteints[Q 27].
- Réalgar - Orpin jaune ou rouge[Q 27].
- Reboucher - Remplir avec du mastic à la colle ou à l'huile, selon le genre de peinture et après avoir donné une première couche, tous les trous, défauts et gerçures qui se rencontrent sur le sujet - On emploie aussi, pour reboucher les grands joints des boiseries, des feuilles de papier coupées par bandes[Q 27].
- Rechampir - Étendre sur les champs ou sur les moulures d'une boiserie de la couleur d'une autre teinte que celle des panneaux ou du fond[Q 27].
  - Réchampir - En dorure, coucher de blanc de céruse le fond entre les parties dorées pour recouper l'or et couvrir les taches que le jaune ou l'assiette a pu faire sur ce fond[Q 27].
- Rectifier - Distiller derechef une liqueur pour la rendre plus pure, ainsi que cela se pratique pour tous les liquides propres à la composition des vernis[Q 27].
- Refendre - Dégorger les moulures par le moyen de fers courbés en forme de crochets[Q 27].
- Rehaussée - Dans les ornements, ou sur une figure, les parties sur lesquelles est appliqué l'or[Q 27].
  - Rehausser - Appliquer des feuilles d'or sur un mordant mis par hachure pour produire des clairs sur un ornement ou sur une figure[Q 27].
  - Rehauts - Les lumières produites par l'or que l'on place par hachure sur un ornement[Q 28].
- Reparure - Après avoir couché tous les blancs, dégorger avec des fers à reparer tous les creux des moulures pour la dorure sur apprêt, et rendre à la sculpture sa forme primitive; ce qu'on nomme refendre et reparer[Q 28].
- Repasser - Donner une seconde couche avec de la colle chaude sur la dorure qui est conservée mat; dernière opération qui a lieu après avoir ramendé et vermillonné[Q 28].
- Repeindre - Refaire la peinture sur un sujet qui déjà avait été imprimé[Q 28].
- Repiquer - Porter, avec un petit pinceau à filer, une demi-teinte entre l'ombre et le clair d'une moulure, dune feuille d'ornement, etc.[Q 28].
- Résine - Substances inflammables qui ne se dissolvent que dans l'esprit de vin et dans les huiles, et qui entrent dans la composition des vernis - On en distingue de deux espèces; l'une liquide; l'autre sèche et friable. La Résine gutte, qui est de couleur jaune, s'emploie pour le vernis à l'esprit de vin, ainsi que la résine animée et la résine élémie. La résine qui provient de la préparation de la térébenthine n'est propre qu'aux vernis communs[Q 28].
  - Résine sandaraque, Résine sang-dragon - Voir sandaraque, Voir Sang dragon[Q 28].
- Revivre - Peinture qu'on lave ou qu'on revernit pour la faire revivre[Q 28].
- Rocou - Pâte sèche d'un rouge foncé qui sert à vermillonner l'or[Q 28].
- Rognure - Débris de peaux de moutons, de veaux, de parchemin, de gants, qui servent à faire la colle[Q 28].
- Rose - Couleur secondaire, qui se compose avec du blanc et de la laque[Q 28].
- Rouge - Couleur primitive - Voir Couleur.
- Roux - Plâtres qui ont pris un ton de bistre par l'effet de la fumée ou de la suie, et que l'on détruit ou que l'on atténue par le moyen de plusieurs couches d'échaudage, ou par une couche d'essence pure[Q 28].
- Royaume ou Loupe - Caisse en bois d'environ quinze pouces carrés sur dix-huit pouces de haut, avec un dessus dans lequel est une ouverture pour passer la main; elle sert aux peintres de décor et aux doreurs, à s'asseoir ou à s'élever[Q 29].

## S
- Safran - Voir Couleur.
- Safranum - Voir Couleur.

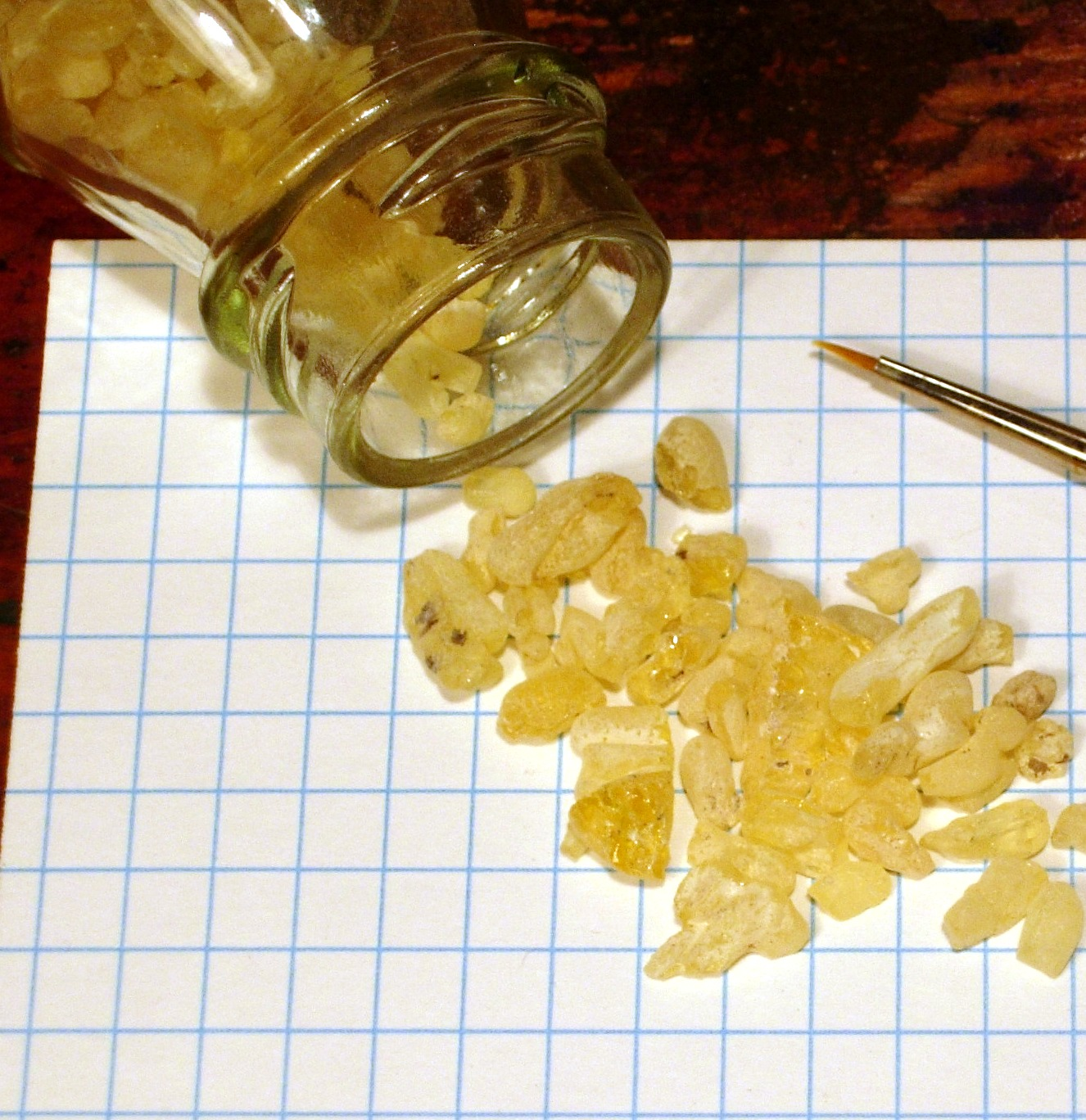
Sandaraque

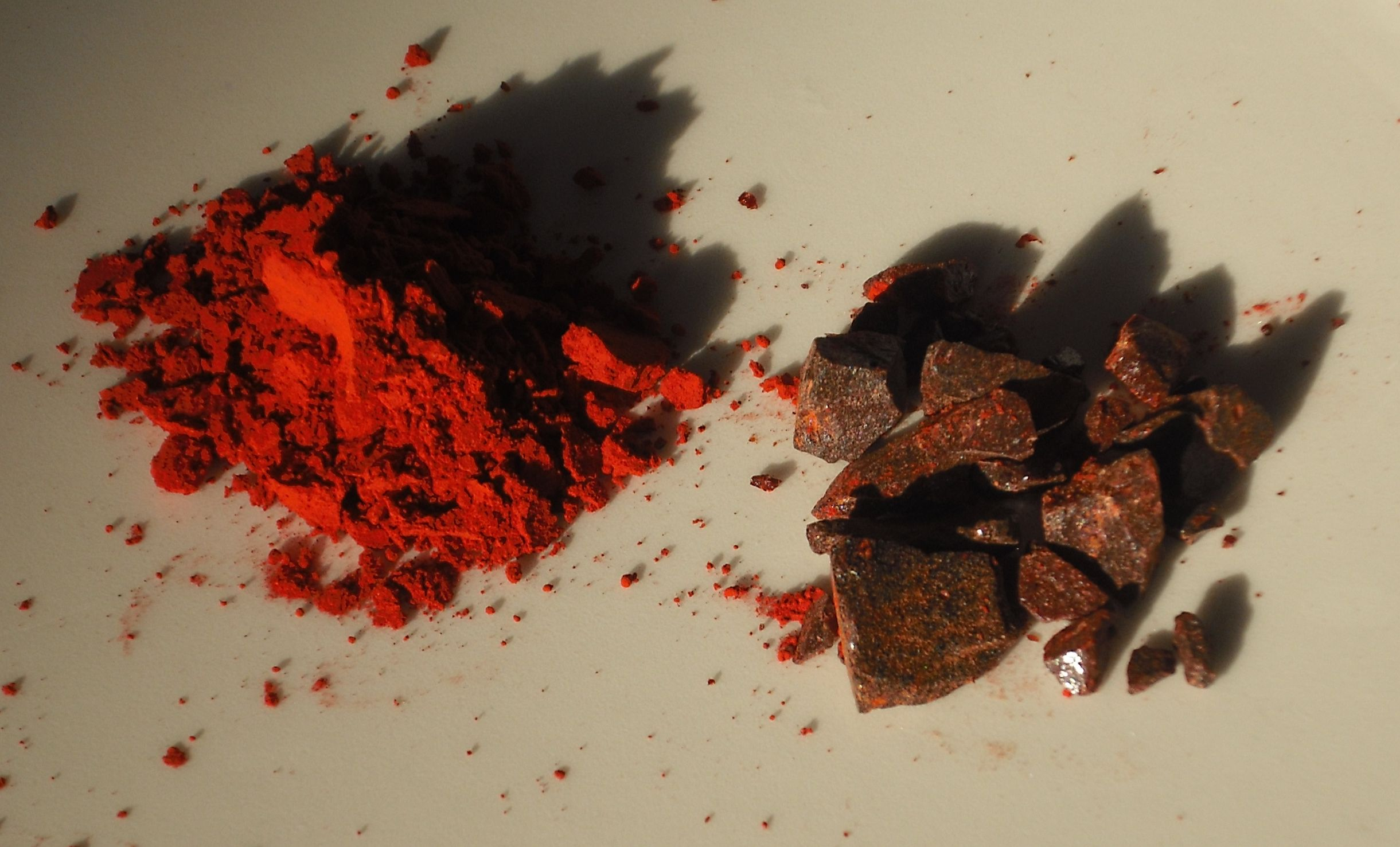
Sang-dragon de palmier sang-dragon (Daemomorops draco)

- Safre - Oxyde vitreux du cobalt, qui est de couleur lie de vin, et qui, par une nouvelle oxydation, prend une couleur bleue, et se nomme alors azur des quatre feux[Q 29]. Smalt
- Sandaraque - résine ou gomme - Résine en larme, claire et luisante - Elle est la première des résines pour la composition des vernis clairs; c'est elle qui leur procure toute la solidité exigible[Q 29].
- Sang-dragon - résine sèche, friable, de couleur rouge de sang caillé - Elle s'emploie dans les trois espèces de vernis, mais seulement pour les communs, attendu qu'elle procure une teinte foncée par sa couleur[Q 29].
- Sanguine - Voir Pierre.
- Sel de tartre - Sel qui se sépare du vin et qui forme une croûte grisâtre qui s'attache autour de l'intérieur des futailles - On en fait usage dans l'encaustique pour le dégraisser[Q 29].
- Siccatif - Propriété et nom collectif des substances que l'on mêle aux couleurs détrempées à l'huile pour les faire plus promptement sécher - Ces siccatifs sont la litharge, la couperose blanche ou vitriol (Sulfate de zinc) et l'huile grasse - On donne ordinairement la préférence à ce dernier[Q 29].
- Spatule - Outil à manche, dont le fer est large et arrondi par l'extrémité tranchante - Il sert à reparer dans les moulures.
- Stil de grain - Nom que l'on donne à toute pâte faite avec de la craie et autre terre blanche, ou de l'alun, et que l'on teint soit en jaune, soit en rouge, soit en brun, etc.[Q 30].
- Substances colorantes - Substances propres à former les tons ou Couleurs secondaires - Les substances terrestres ont l'avantage sur les métalliques, et celles-ci sur celles qui sont extraites du règne végétal; ces premières ont plus de corps, couvrent mieux les sujets, et soutiennent plus longtemps leur premier éclat[Q 30] - Pigment
- Succin - Voir Ambre

## T
- Table Saillants - Nom d'un filet portant des ombres et des clairs représentant le contour et la saillie d'un panneau de menuiserie[Q 30].
- Taper - Action de coucher les blancs d'apprêt pour la peinture et la dorure, ce qui consiste à appliquer les couleurs en frappant du bout de la brosse au lieu de glisser, et cela pour faire entrer la couleur dans les pores du bois et dans le fond des ornemens, ainsi que pour donner plus d'épaisseur à chaque couche, et leur procurer plus d'adhérence entr'elles[Q 30].
- Teinte - Mélange de deux ou de plusieurs couleurs primitives pour former un ton quelconque[Q 30].
  - Teinte dure - blanc de céruse que l'on fait calciner dans une poêle, sur un feu modéré, jusqu'à ce qu'il ait acquis une teinte jaune; puis on le broie à l'huile et on le détrempe à l'essence - On fait usage de cette teinte pour des fonds que l'on veut poncer ou polir, et particulièrement pour asseoir la dorure à l'huile - Sur ces teintes dures que l'on applique la mixtion; On fait aussi une teinte dure pour la dorure sur apprêt; celle-ci se compose de sanguine, de blanc de céruse et du talc calciné, broyés à l'eau et détrempés avec de la colle très forte mêlée de blanc de Bougival; On fait encore une teinte dure avec du blanc de céruse non calciné, broyé très-fin, et détrempé avec de l'huile grasse pure[Q 30].
  - Teinte ressuyée - Couleur qui doit être employée à la colle, et qui, mise au ton désiré, ne se détrempe point de suite; elle se fait sécher pour en faire évaporer l'eau qui diminuerait la force de la colle nécessaire et indispensable à une couleur lorsqu'on doit la vernir[Q 31].
  - Teinte vierge - Teinte qui n'est composée qu'avec du blanc et une seconde substance colorante[Q 31].
- Teinter - Mélanger une ou plusieurs couleurs[Q 31].
- Térébenthine - Fluide visqueux, gluant, résineux, clair et transparent, que l'on tire du mélèze, du térébinthe, du pin, du sapin, etc.- La térébenthine se compose de deux parties: la substance spiritueuse que l'on nomme essence, et la substance matérielle; ces parties sont toutes deux propres à faire les vernis - La dernière se divise en plusieurs sortes, selon le degré de préparation qu'on y apporte - Lorsque la résine sort par incision et qu'elle se dessèche sur le corps de l'arbre, elle porte le nom de galipot; celle qui s'épaissit lorsque la sève sort fluide se nomme baras; La partie blanchâtre, un peu visqueuse, qui sort à une des extrémités de l'arbre lorsqu'on a mis l'autre extrémité sur le feu, se nomme poix résine blanche - Partie liquide ou huile noire que l'on obtient par la même opération, est celle qui entre dans la composition du goudron; et enfin une troisième partie, qui est la Poix noire ou poix de Bourgogne[Q 31].
  - La térébenthine distillée à l'eau bouillante donne ce qu'on appelle l'essence de térébenthine, et ce qui reste de solide est ce qu'on nomme la térébenthine cuite, qui, étant recuite et fondue, prend le nom de colophane ou arcanson[Q 31].
  - La térébenthine est la base des trois espèces de vernis; elle leur procure le brillant, le liant et la limpidité exigibles - Toutes les autres résines ou gommes n'y sont employées que pour leur donner du corps et leur servir de siccatifs; Parmi les diverses sortes de térébenthines celle qui mérite la préférence est la térébenthine de Venise, comme étant la plus blanche et celle qui à plus de consistance - Elle est tirée d'une espèce de mélèze que l'on trouve dans les Alpes et dans la Savoie; celle de Strasbourg tient le second rang, parce qu'elle est plus liquide que la précédente - Elle provient des sapins à feuille d'if qui croissent dans le nord de l'Allemagne, dans la Suisse et dans la Lorraine[Q 31].
- Terra, Mérita ou Terre Mérite - Racine dont on tire une couleur jaune par l'ébullition - Voir Couleur
  - Terre de Cologne, d'Italie - Voir Couleur
- Ton - Degré de force, de vigueur, d'intensité d'une seule couleur, ou de plusieurs pour former un ton[Q 32].
- Tournesol - Pâte de chaux colorée en bleu avec le jus d'une plante nommée héliotrope ou maurelle[Q 32].
- Tracer - Dessiner à la pierre blanche un filet, une moulure et d'autres parties d'architecture, avant de les peindre[Q 32].
- Tripoli - Pierre légère de couleur rosée, qui, réduite en poudre, sert à polir les vernis[Q 32].
- Trochisque - Nom de toutes les couleurs qui ont été broyées à l'eau, puis séchées, et qui se vendent en petits pains de forme conique[Q 32].

## V
- Véhicule - En peinture, le synonyme de dissolvant[Q 32].
- Veiner - Imiter par la couleur les veines des marbres, des bois divers[Q 32].
- Vent - Petits globules qui se forment entre les couches de blanc de dorure que l'on étend en glissant la brosse[Q 32].
- Verdâtre - Couleur tirant sur le vert[Q 32].
- Vermeil - Liquide composé de rocou, gomme-gutte, sang-dragon, cendre gravelée, safran et vermillon; on fait bouillir le tout ensemble, et on y ajoute de la gomme arabique pour l'employer à froid - Ce liquide sert à donner du reflet et du feu à la dorure[Q 32]. On le compose aussi de gomme-gutte, de vermillon et d'un peu de brun-rouge, mêlés et broyés avec du vernis et de l'essence, ou bien avec la laque fine seulement, ou bien encore avec du sangdragon fondu dans l'eau ou dans une colle faible[Q 32].
- Vermillon - Voir Couleur
  - Vermillonner - Employer du vermeil dans le creux de la dorure sur apprêt qui est brunie, pour donner aux parties éclairées plus de brillant et de lustre[Q 33].
- Vernir - Couvrir la couleur avec du vernis[Q 33].

Vernis
Liqueur claire, limpide, fluide avant son emploi, et solide après; brillante et réfrangible aux rayons de la lumière, siccative, dure, inaltérable et inhérente au sujet qu'elle couvre - Le vernis sert ordinairement de dernier enduit aux ouvrages peints; ce qui le rend propre à conserver leur fraîcheur; La base de tous les vernis sont les résines dissoutes dans un fluide, ou l'incorporation de ce fluide dans les résines fondues à feu nu; ce fluide s'évapore après l'application du vernis sur le sujet; On en distingue de trois espèces principales, qui toutes trois tirent leur dénomination du liquide qui en fait la base; savoir: 
- le vernis clair dit à l'esprit de vin - Il y en a de deux qualités, et on les désigne par numéro;
- le vernis gras ou à l'huile;
- le vernis à l'essence;

Le vernis à l'esprit de vin est destiné pour les intérieurs, le vernis gras pour les extérieurs, et le vernis à l'essence ne sert qu'à détremper les couleurs; cependant on l'emploie quelquefois comme enduit; Il est deux autres espèces de vernis communs, l'une que l'on nommerait à ferrure, et l'autre gros guyol; celle-ci n'est propre qu'à détremper des couleurs foncées, comme le vert de gris, etc.;
Les substances et les liquides dont on fait le plus ordinairement usage sont: 
- pour le vernis clair de première qualité, la térébenthine de Venise , le mastic, le sandaraque et l'esprit de vin;
- pour la seconde qualité le même liquide, l'arcansou, la laque plate, le sandaraque;
- pour le vernis gras, le Copal, la térébenthine, l'huile de lin et l'essence;
- pour le vernis dit à l'essence, le Galipot, l'essence;
- pour le vernis à ferrure, le bitume, l'arcanson, le carabe et l'huile grasse avec l'essence;
- et pour le vernis gros guyot, la térébenthine pise, le Galipot et l'essence.

- Vernissée - Couleur qui est vernie[Q 34].
- Vert - Couleur primitive ou secondaire[Q 34].
  - Vert de composition - Tous les verts secondaires, c'est-à-dire de ceux que l'on compose avec le jaune et le bleu[Q 34].
  - Vert de gris ou verdet - Voir Couleur
  - Vert de vessie - Voir Nerprun
  - Vert de montagne - Voir Couleur
  - Vert d'eau, Vert de mer, Vert de Saxe - Couleurs secondaires composées avec le jaune et le bleu[Q 34].
- Violet - Couleur secondaire qui est composée de blanc, de la laque et du bleu de Prusse, ou plutôt de l'indigo[Q 34].
- Vitriol - Voir Couperose.